# Muzeum varšavského povstání

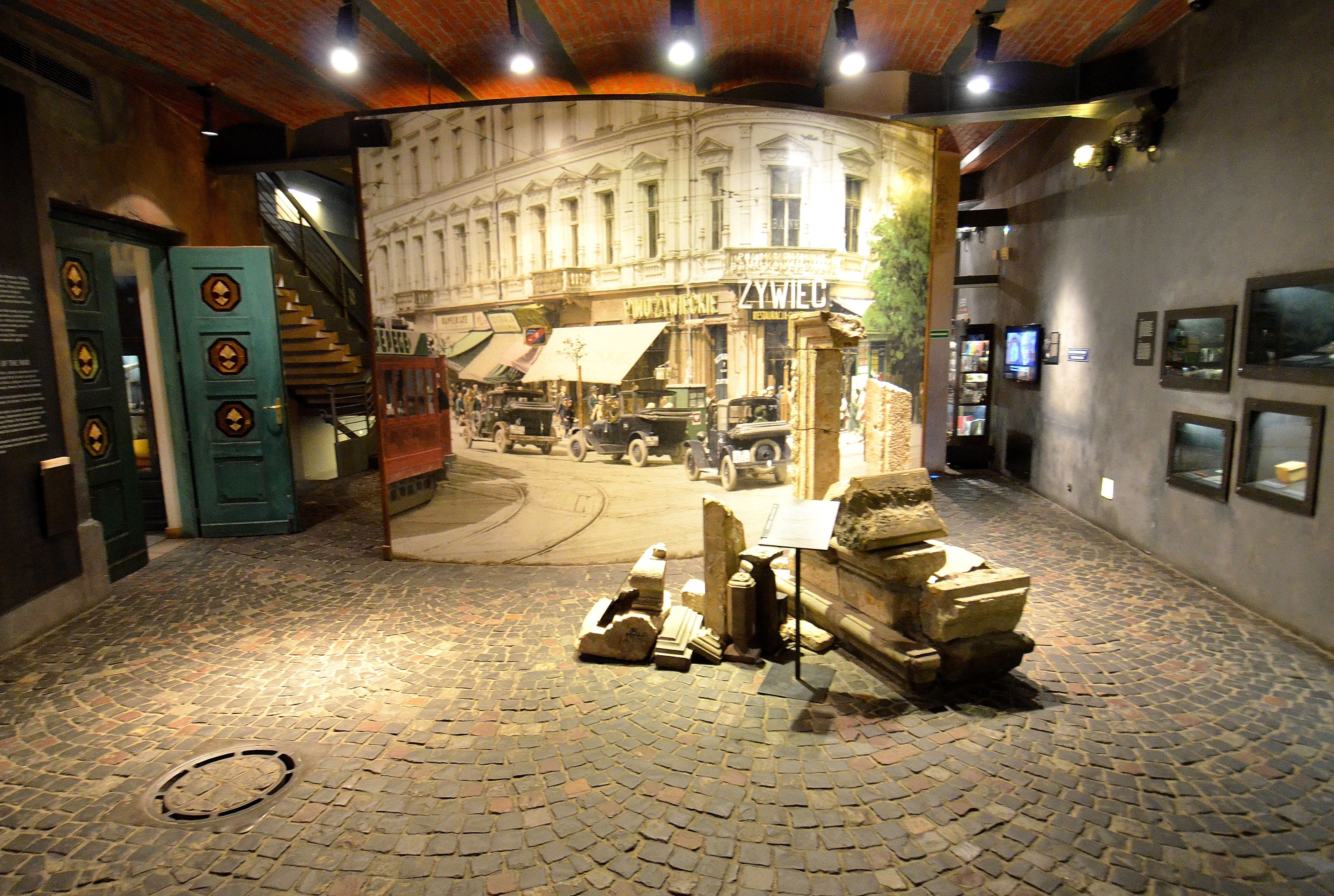
Fragmenty říms a portálů ze zbořeného Královského hradu. V pozadí je fotografie budovy "Pinkusa Lothego", nalevo pak vchod do Sálu malého povstalce

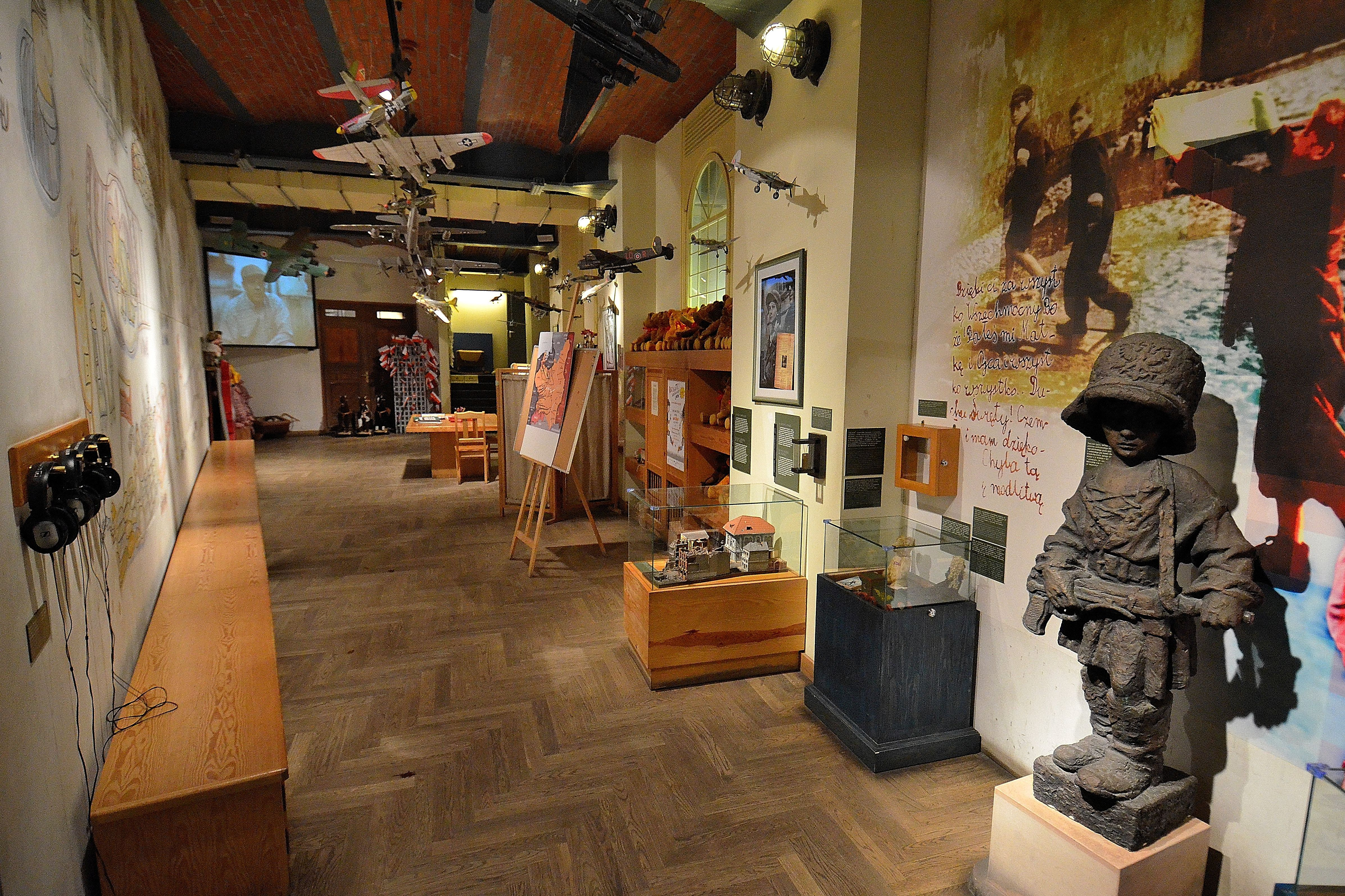
Sál malého povstalce spolu s kopií pomníku Malého povstalce

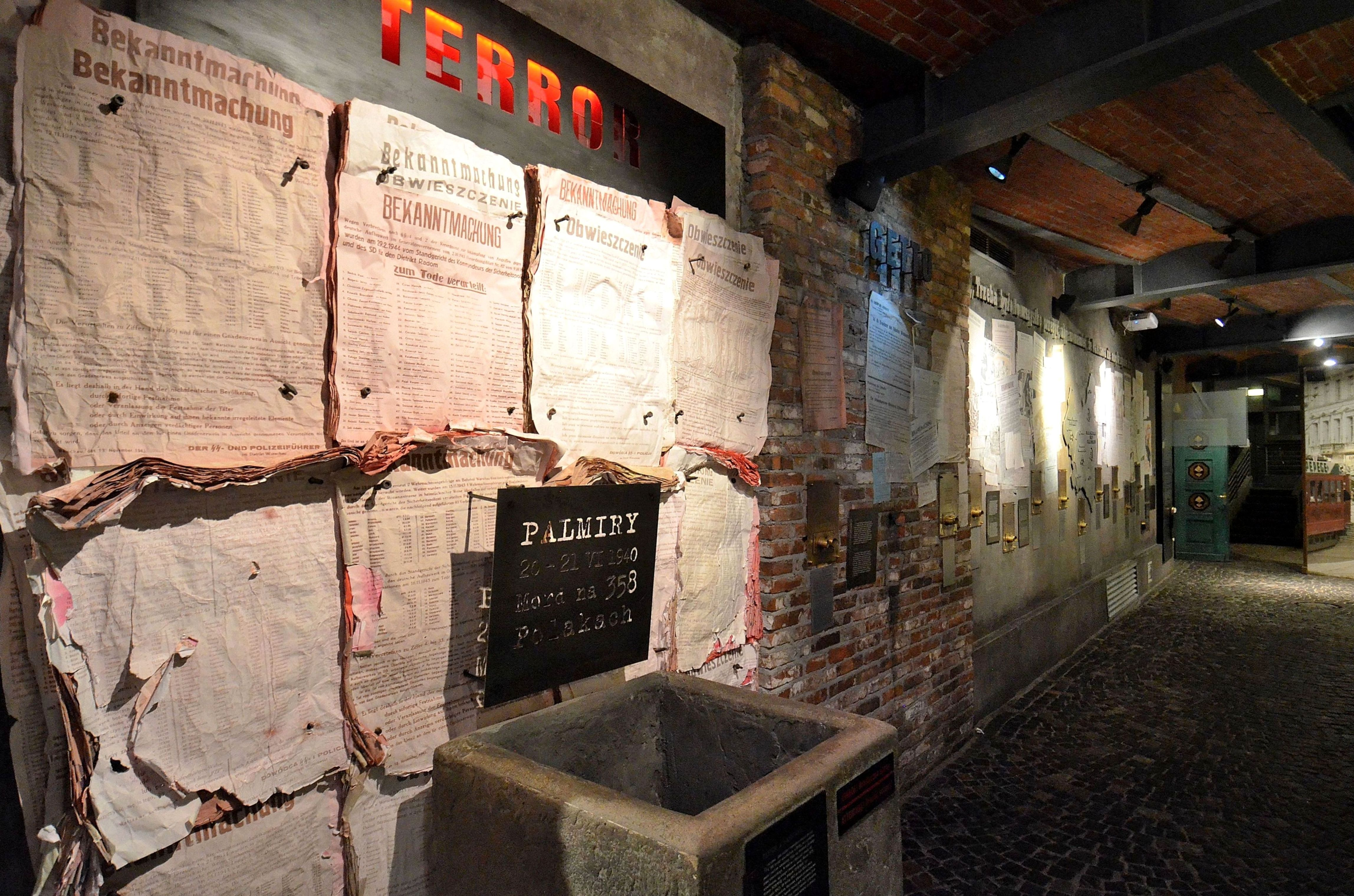
Část expozice zasvěcená německému teroru v okupovaném Varšavě a historii Varšavského ghetta

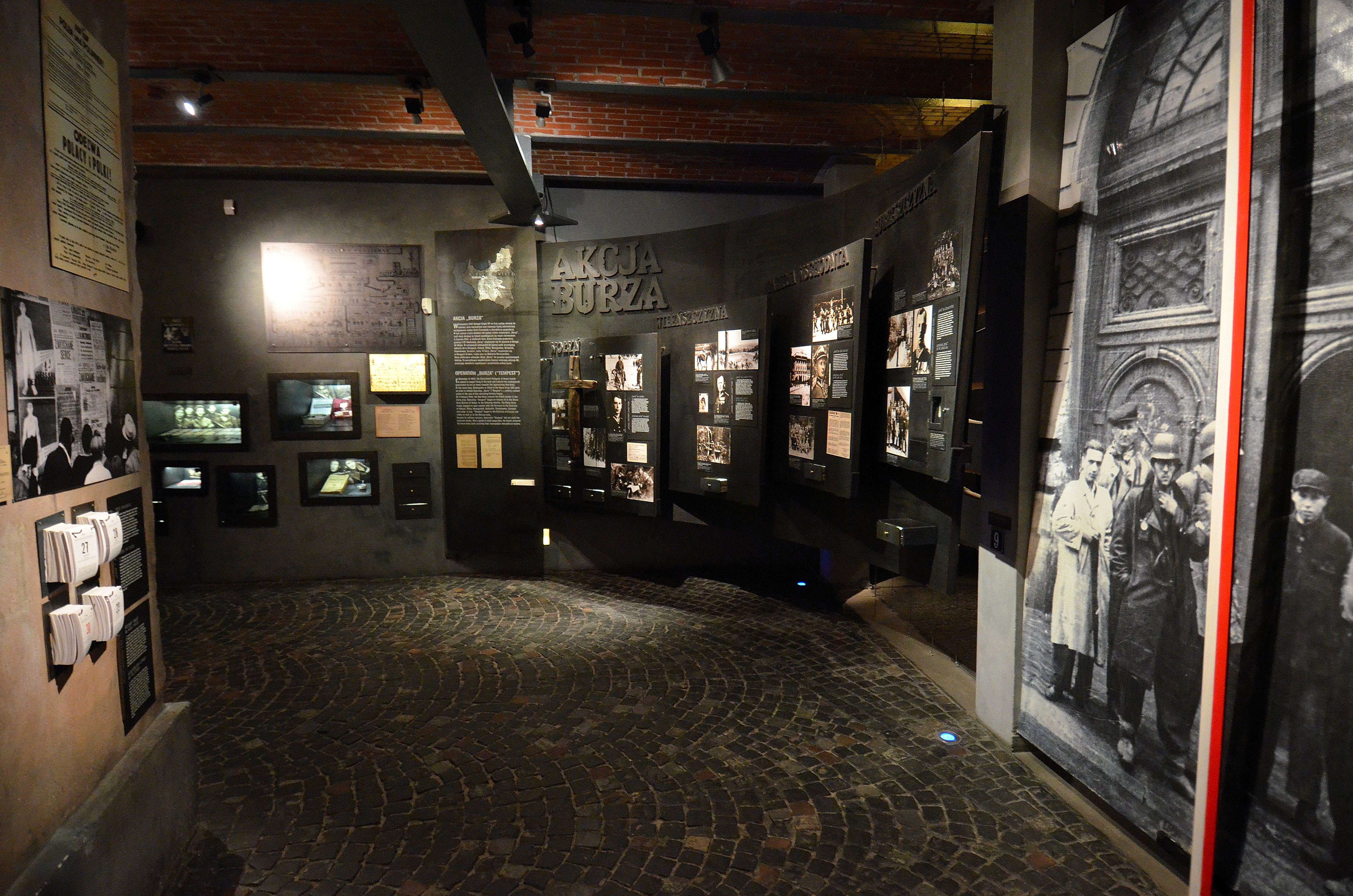
Výstava Akce „bouře”

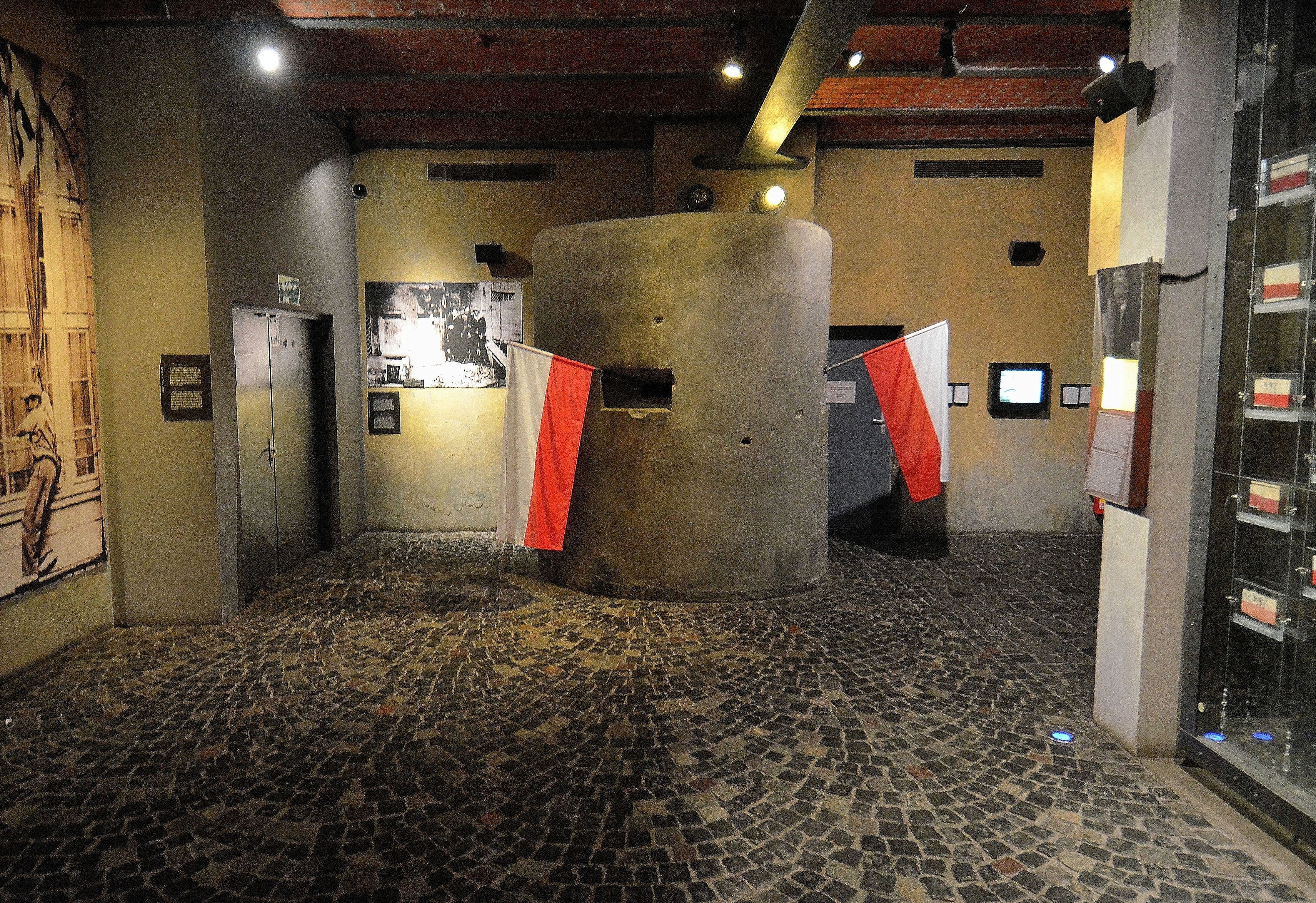
Replika německého bunkru dobytého povstalci

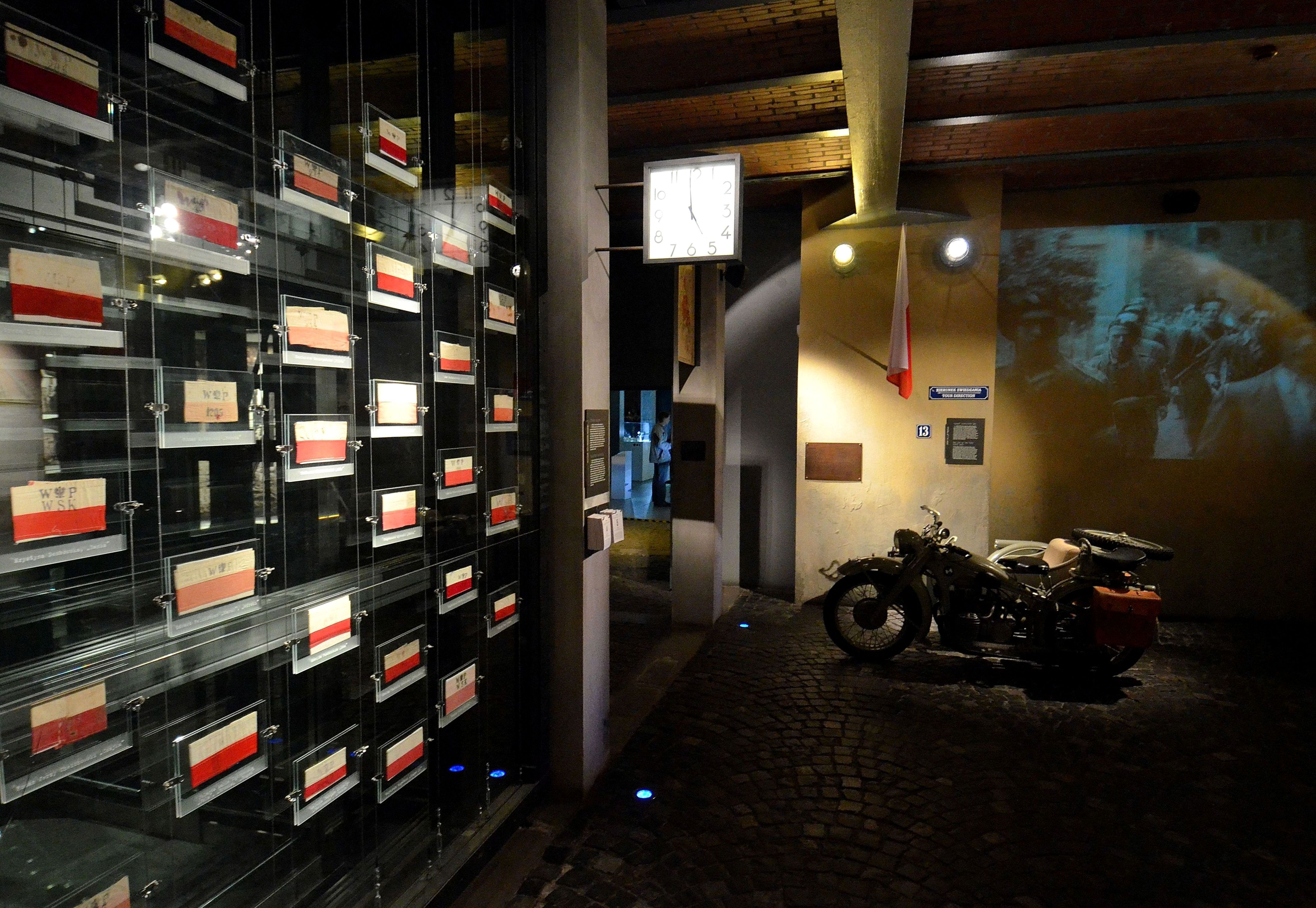
Povstalecké nárameníky, hodiny ukazující hodinu „W” a motocykl BMW R 12 používaný Wehrmachtem během 2. světové války

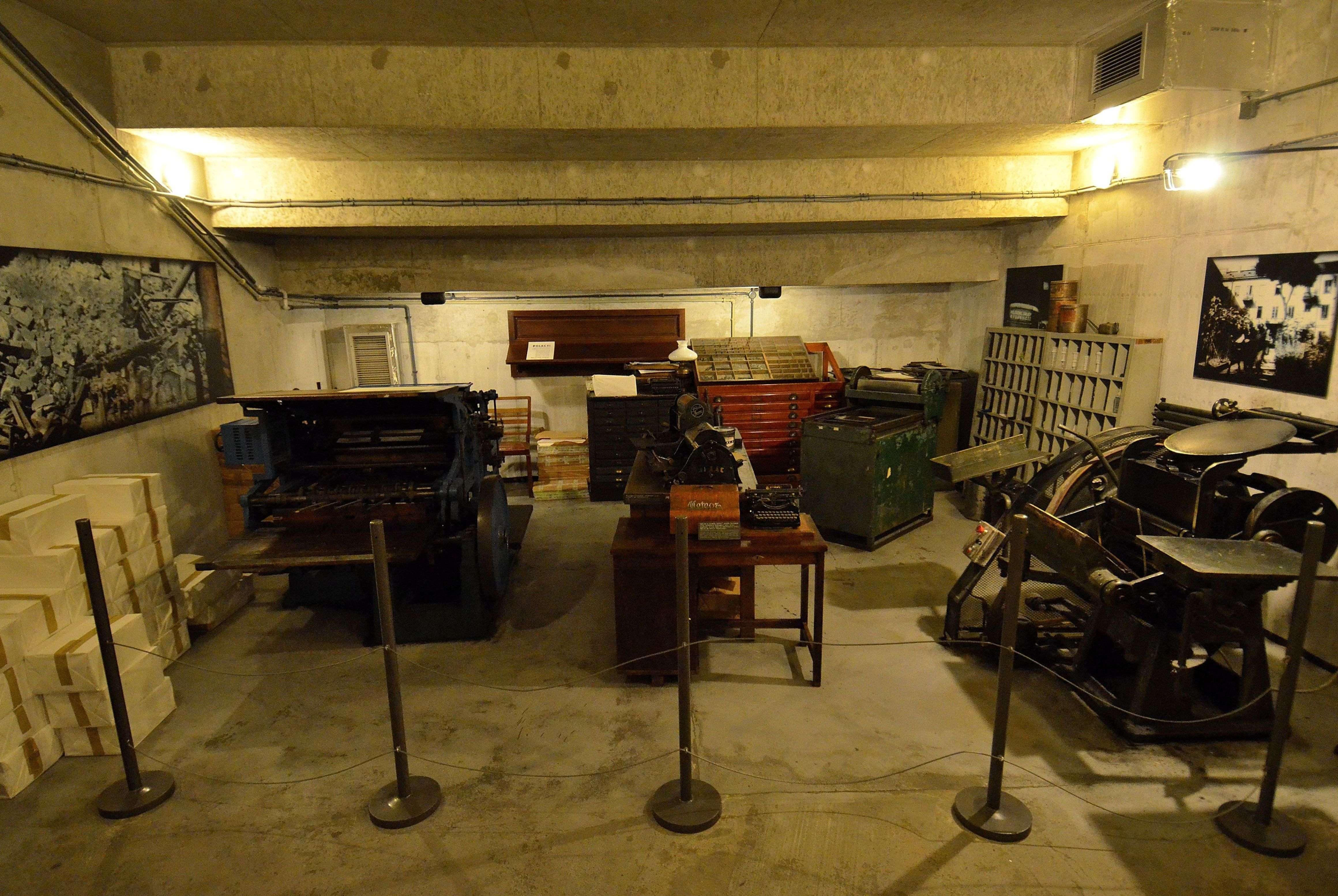
Tiskárna povstalců

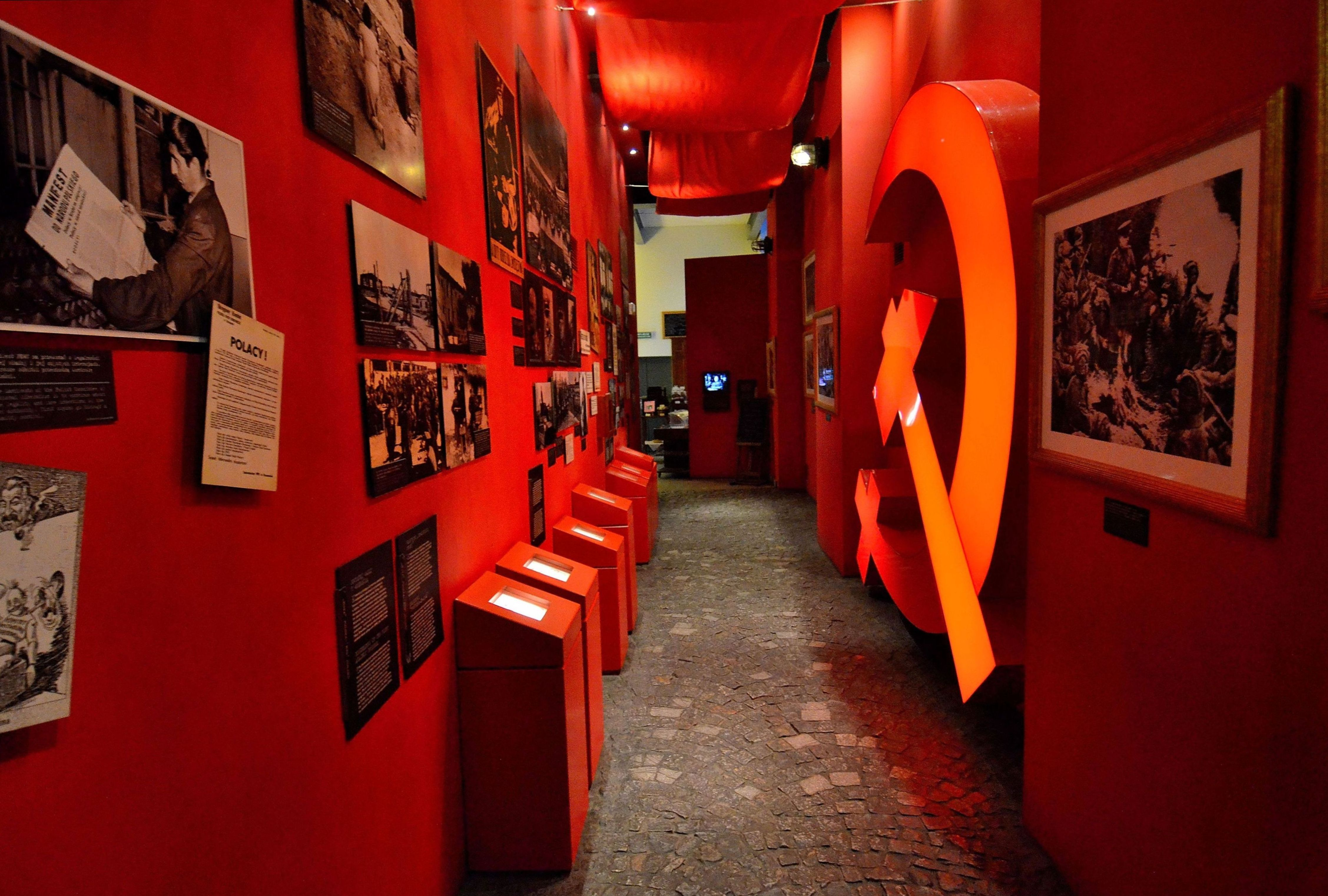
Výstava „Polska Lubelska” (česky: Lublinského Polska)

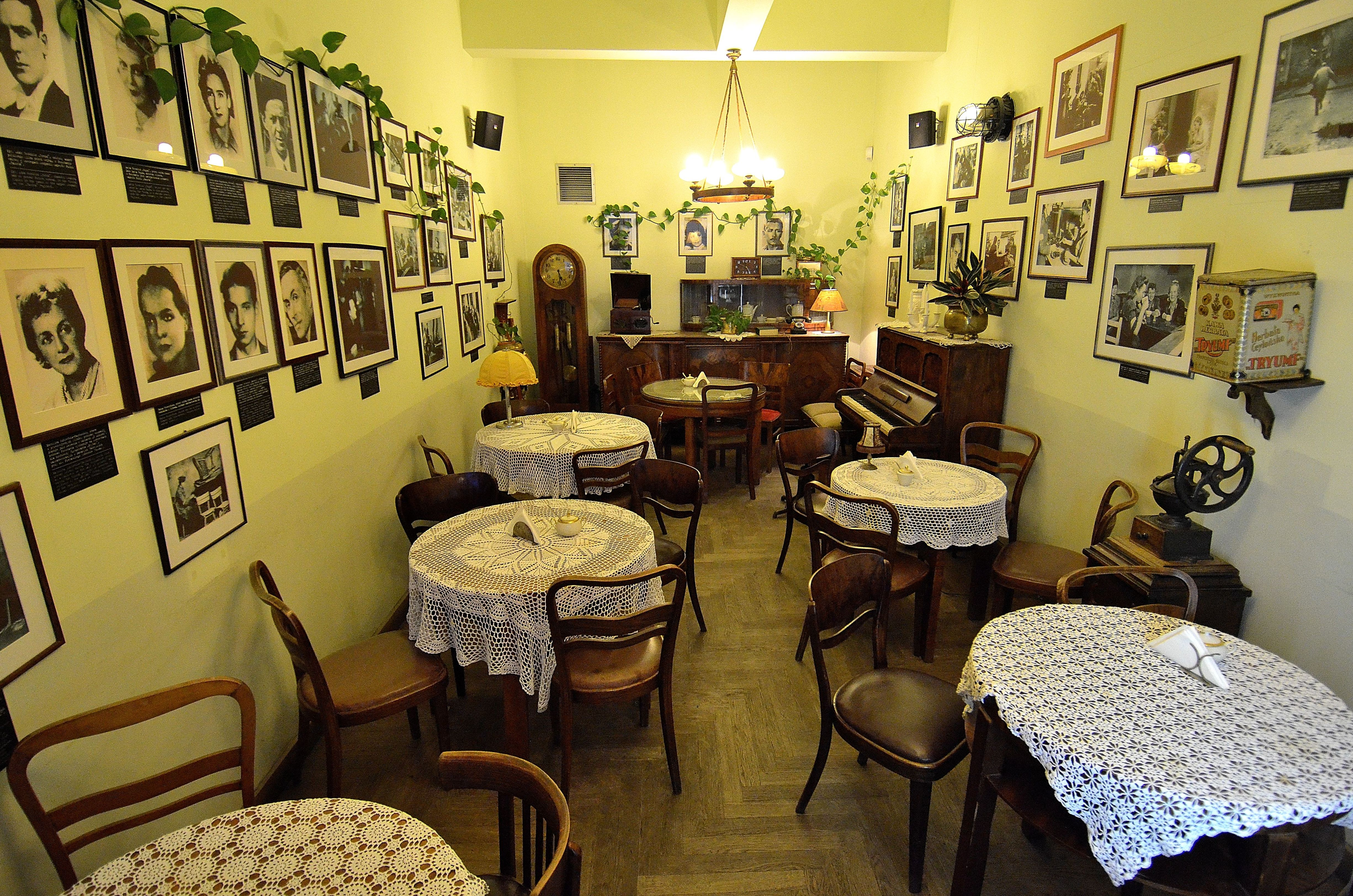
Kavárna „Pół Czarnej" (česky: Půl černé)

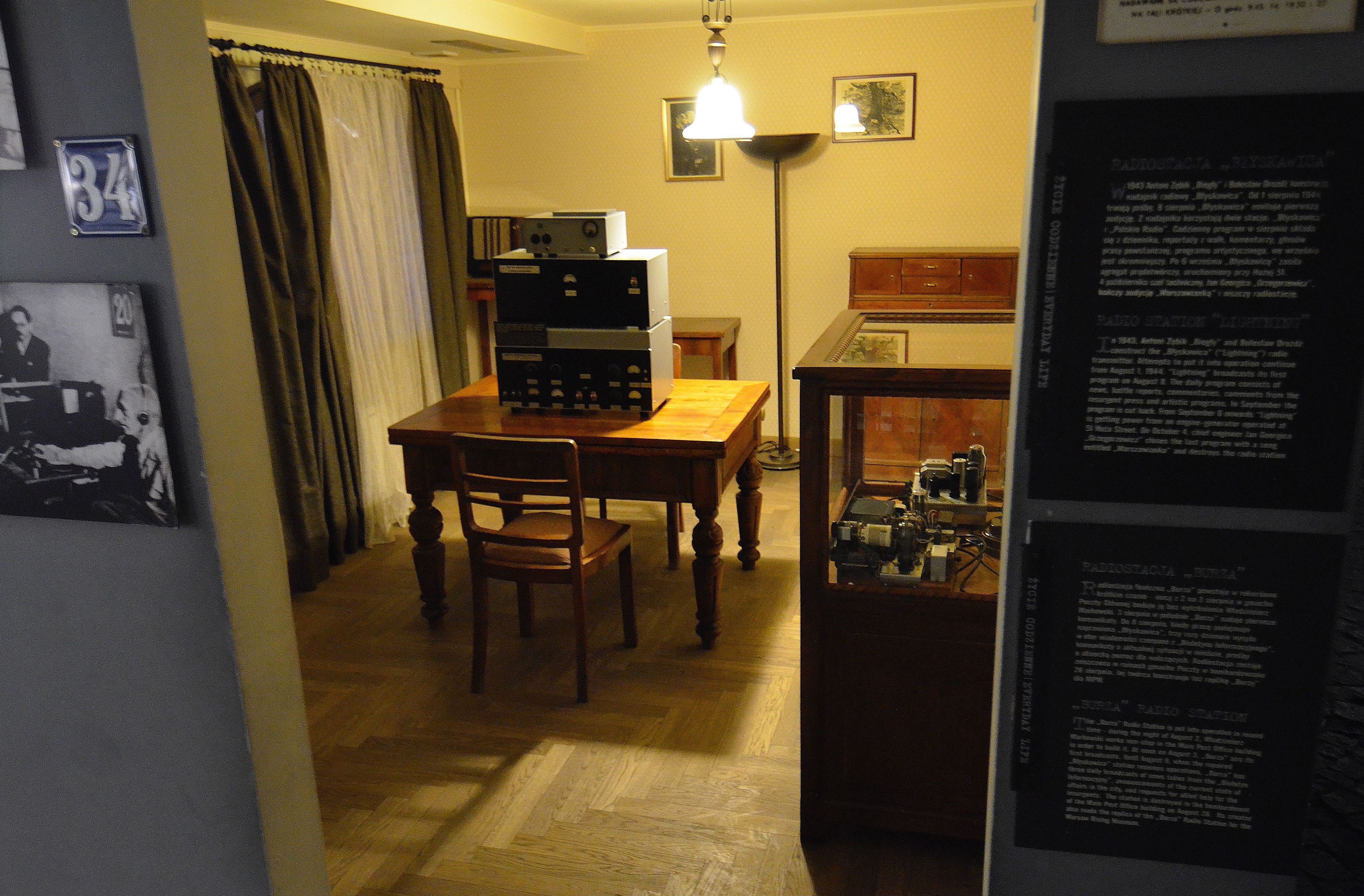
Replika radiostanice „Błyskawica” (česky: Blýskavice)

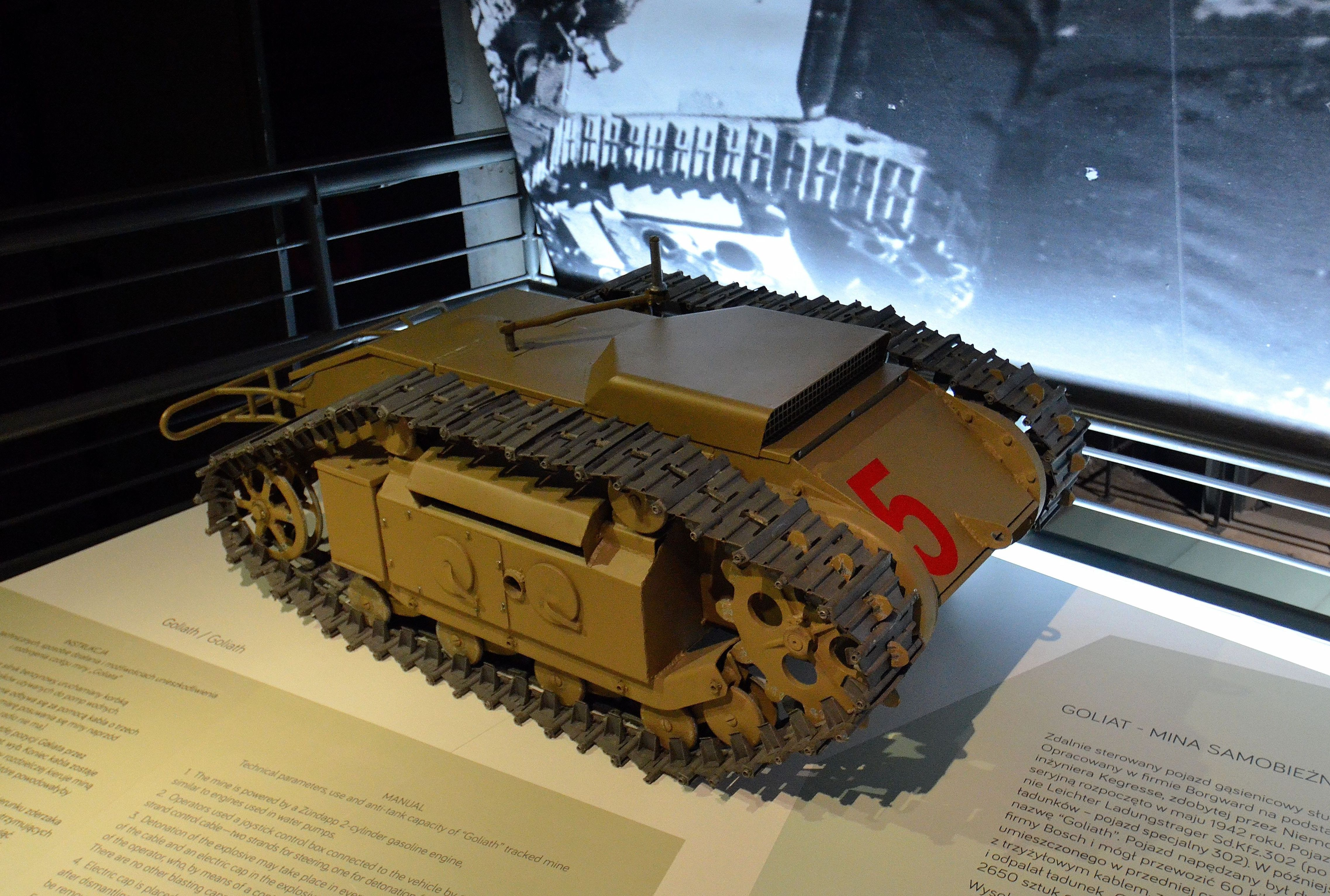
Kopie nosiče nálože Goliath

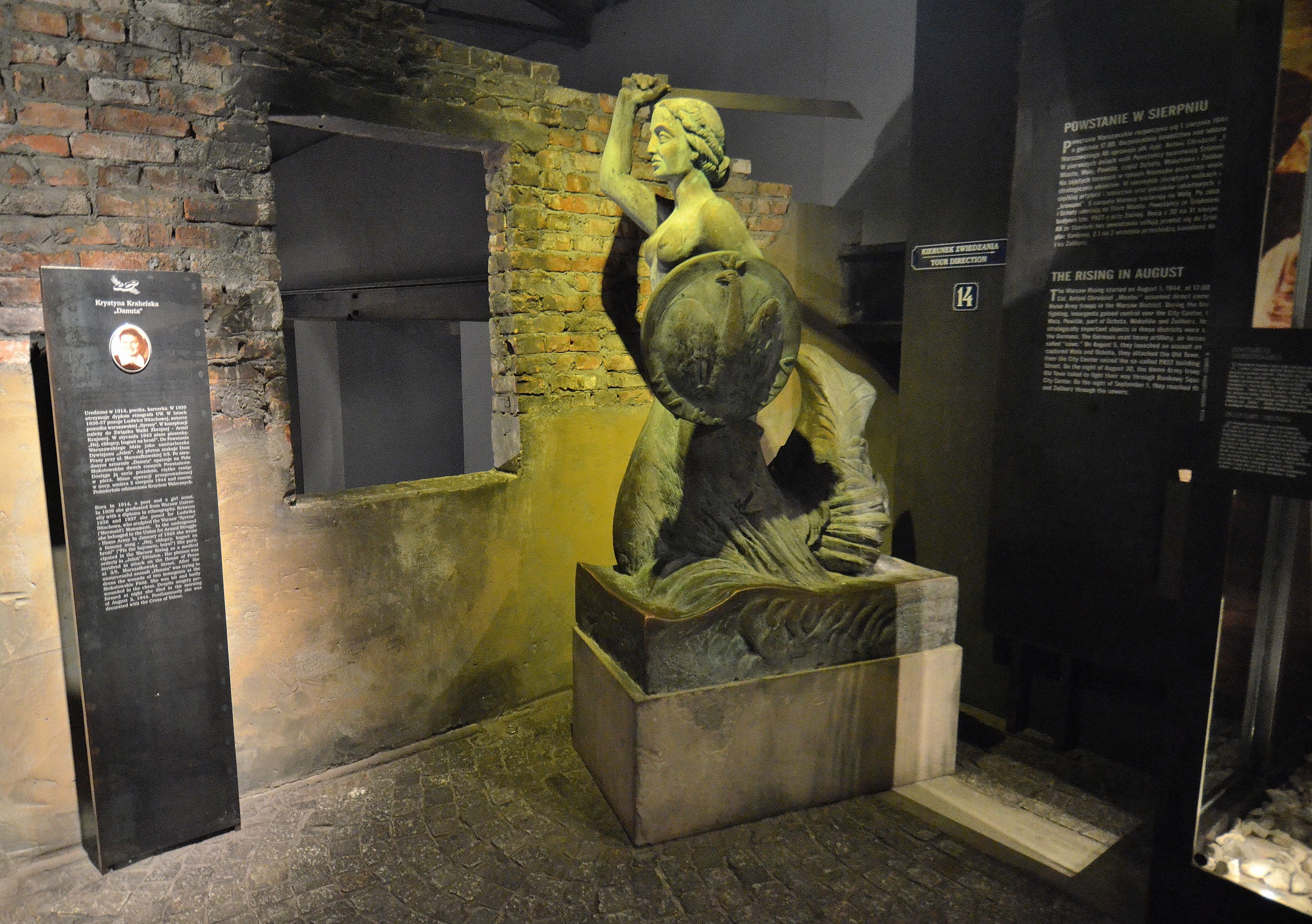
Část expozice v mezipatře zasvěcená Krystýně Krahelské s maketou sochy mořské panny, pro kterou básnířka pózovala

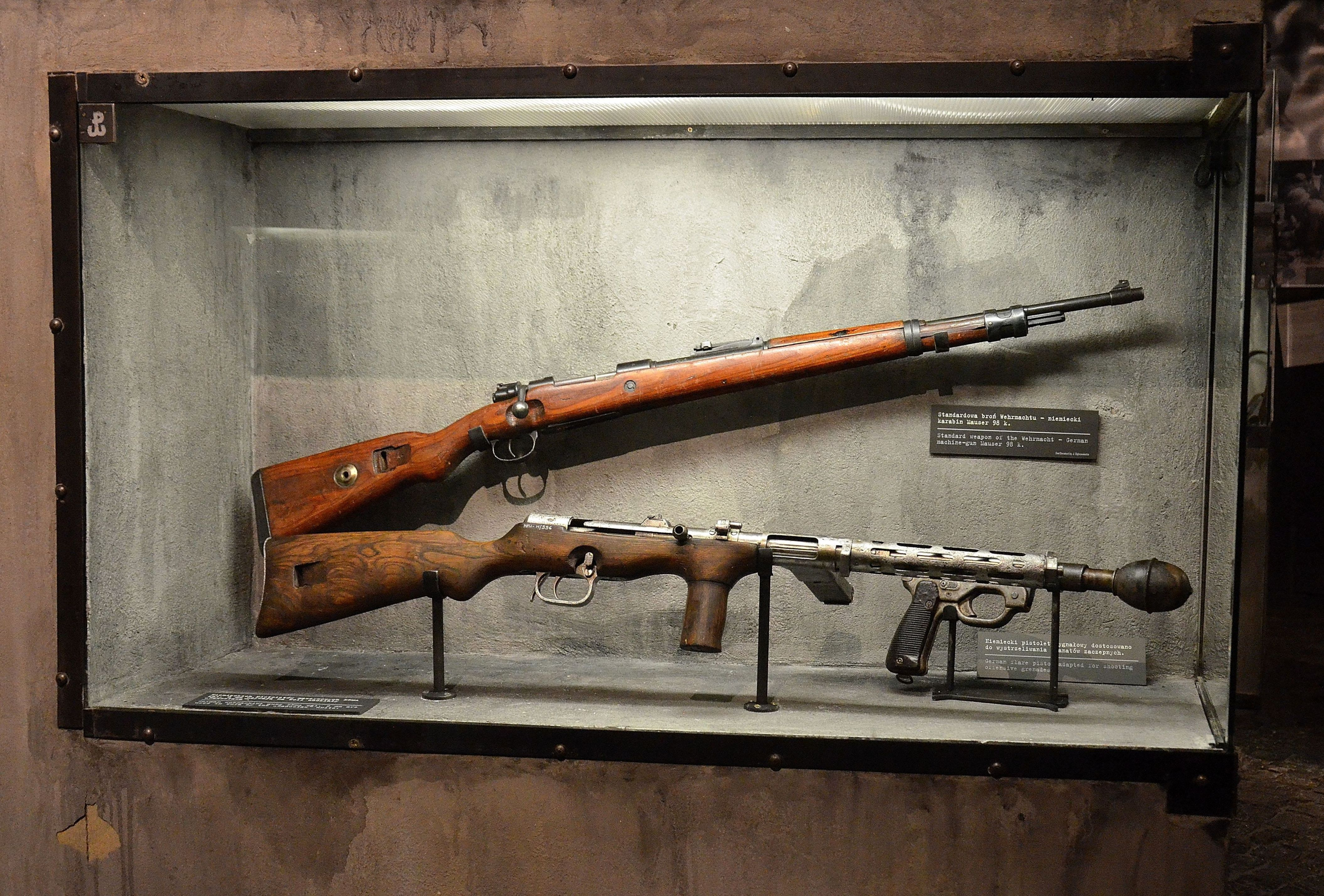
Část stálé expozice zbraní: německá puška Kar 98k (nahoře) a EMP (dole)

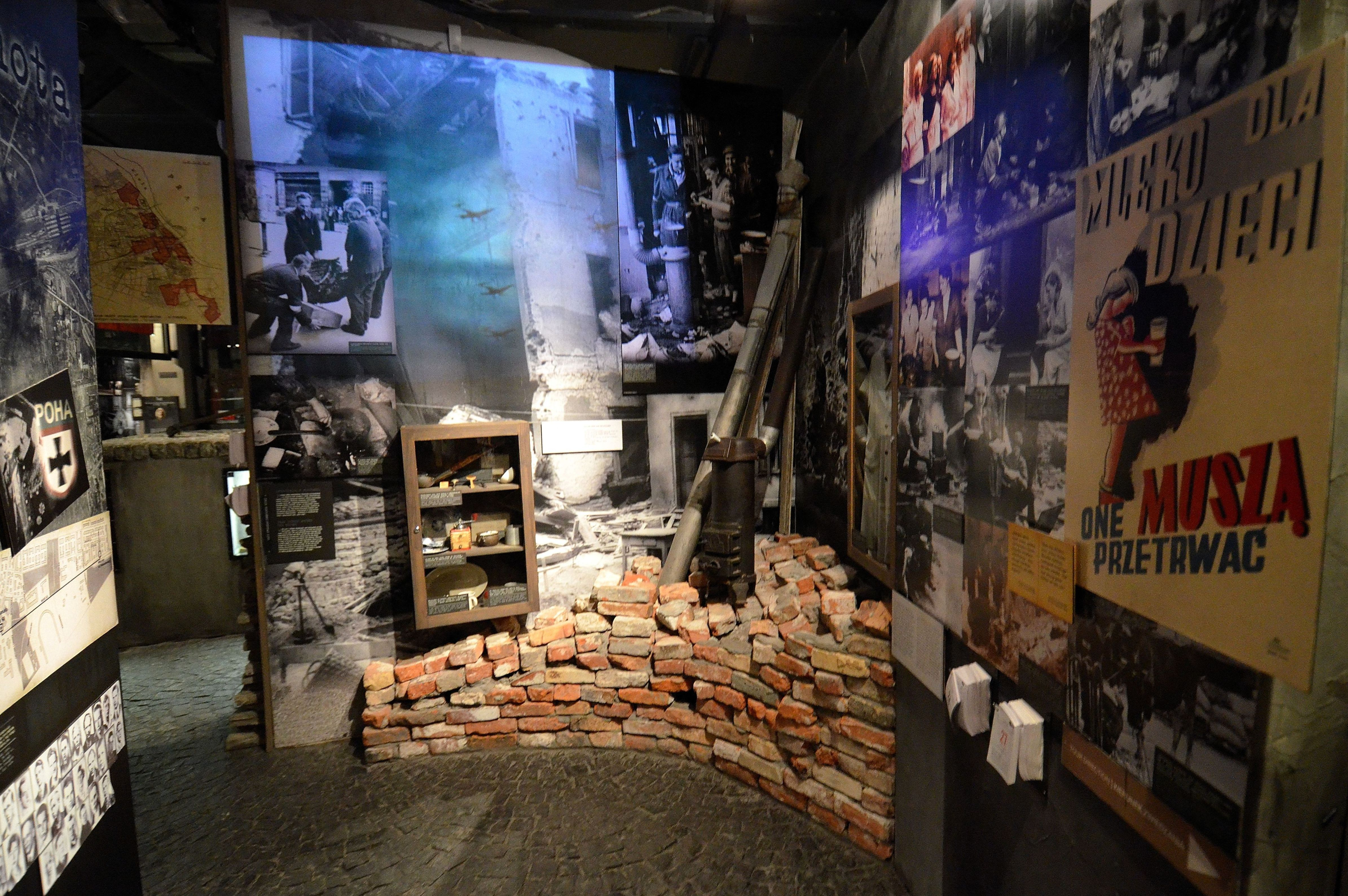
Část výstavy zasvěcená zásobování během povstání

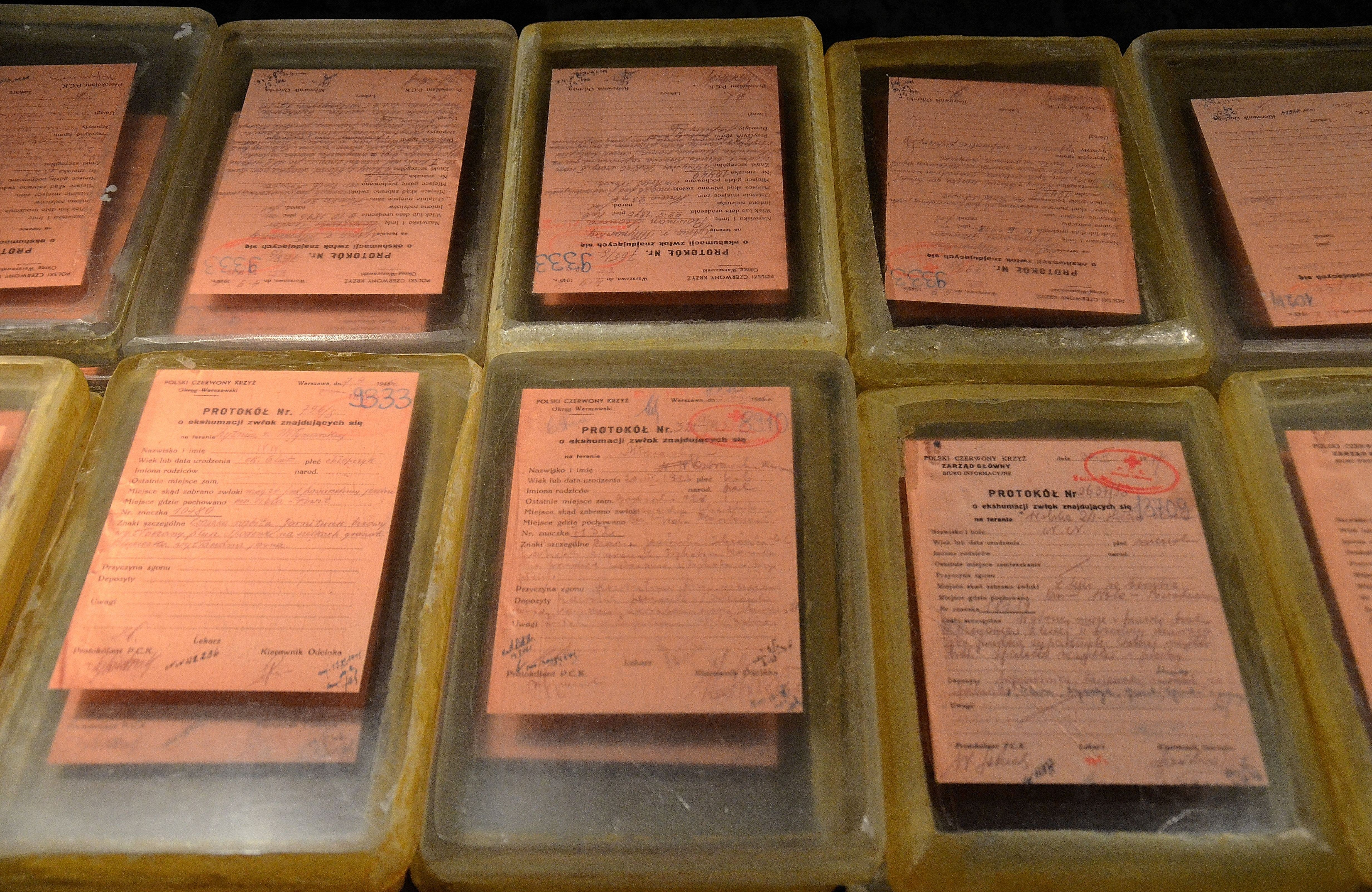
Protokoly Polského červeného kříže z exhumace těl obětí Masakrů ve varšavské čtvrti Wola

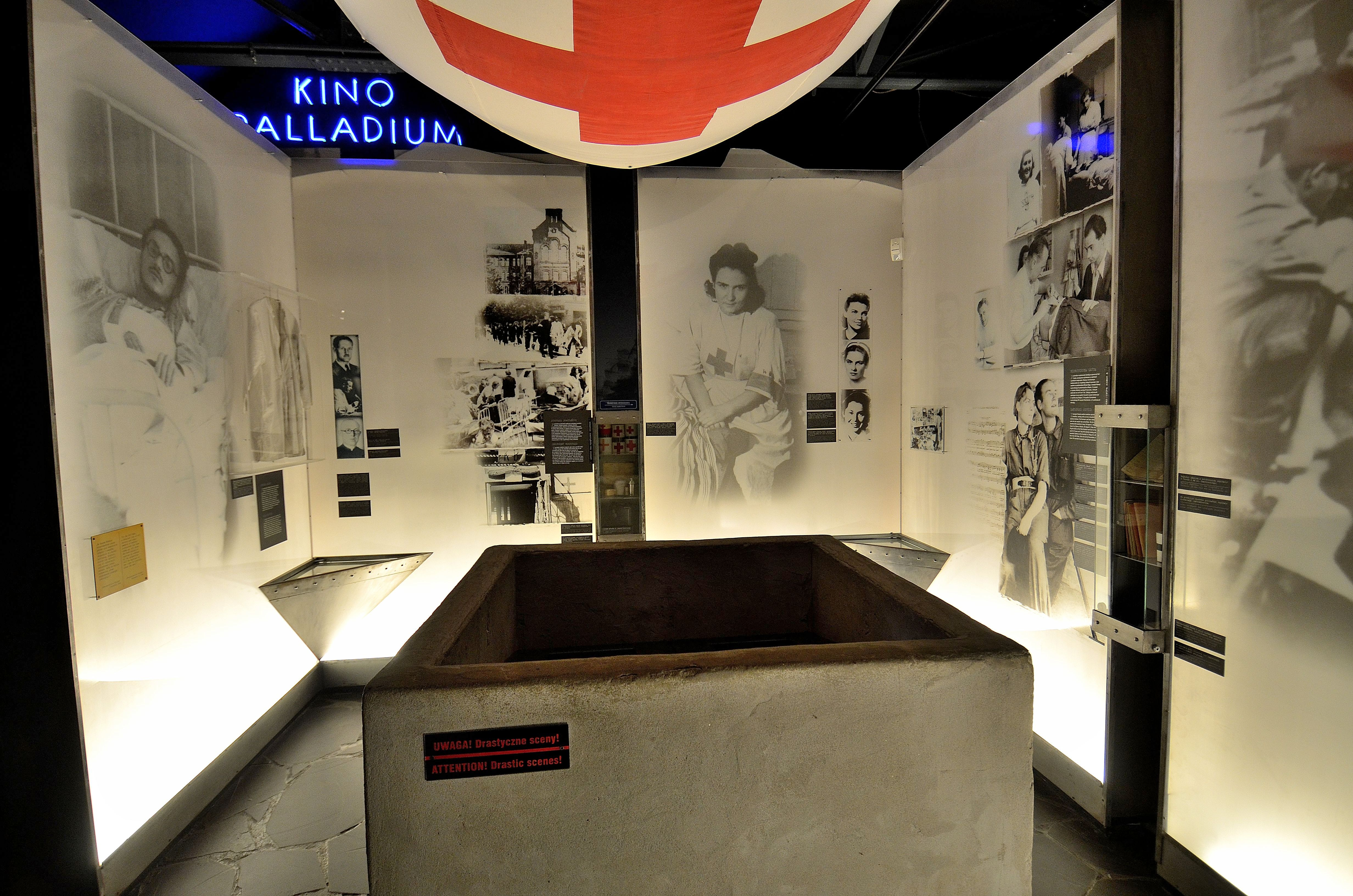
Povstalecká nemocnice

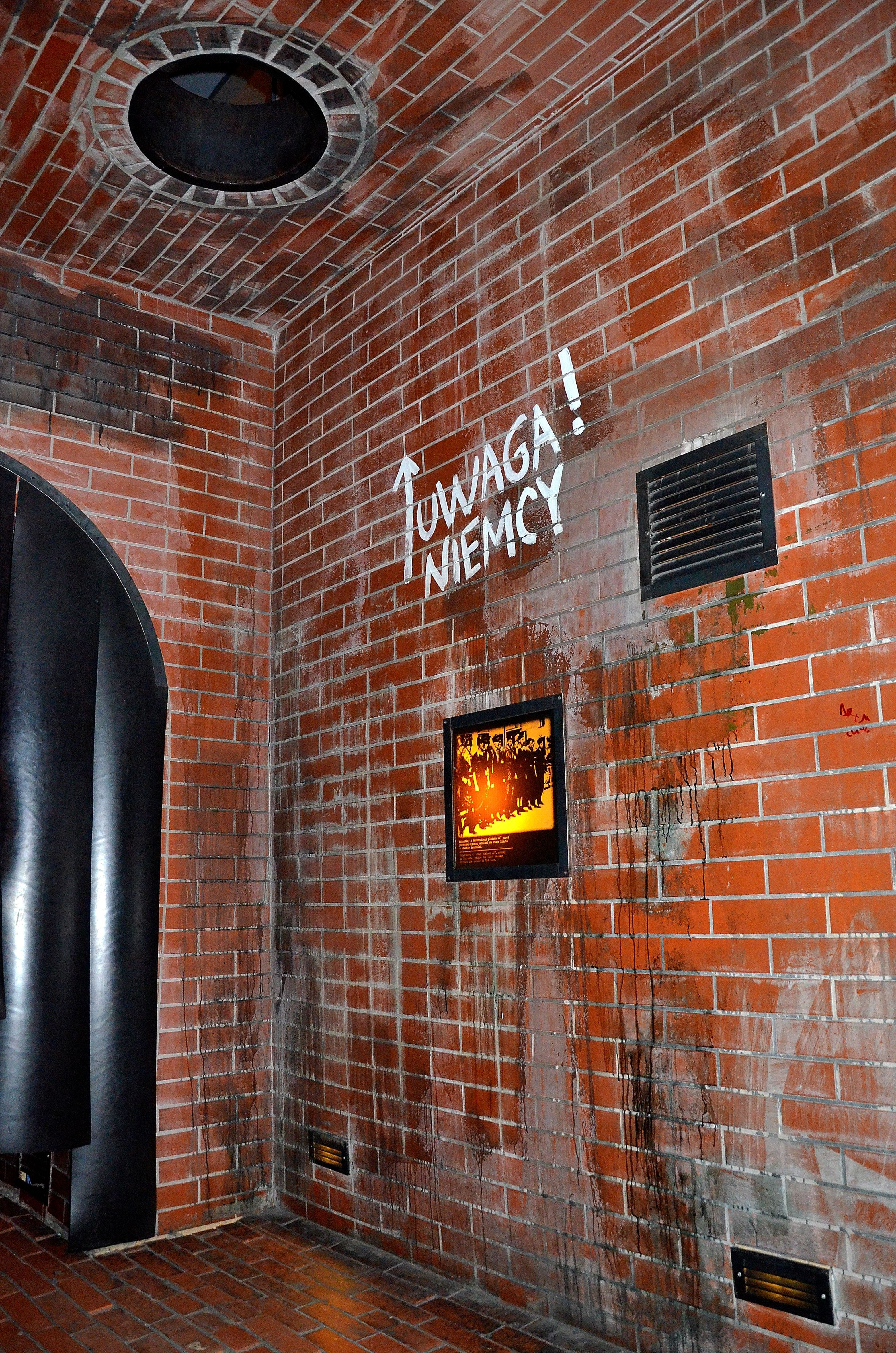
Replika kanálu na mezipatře

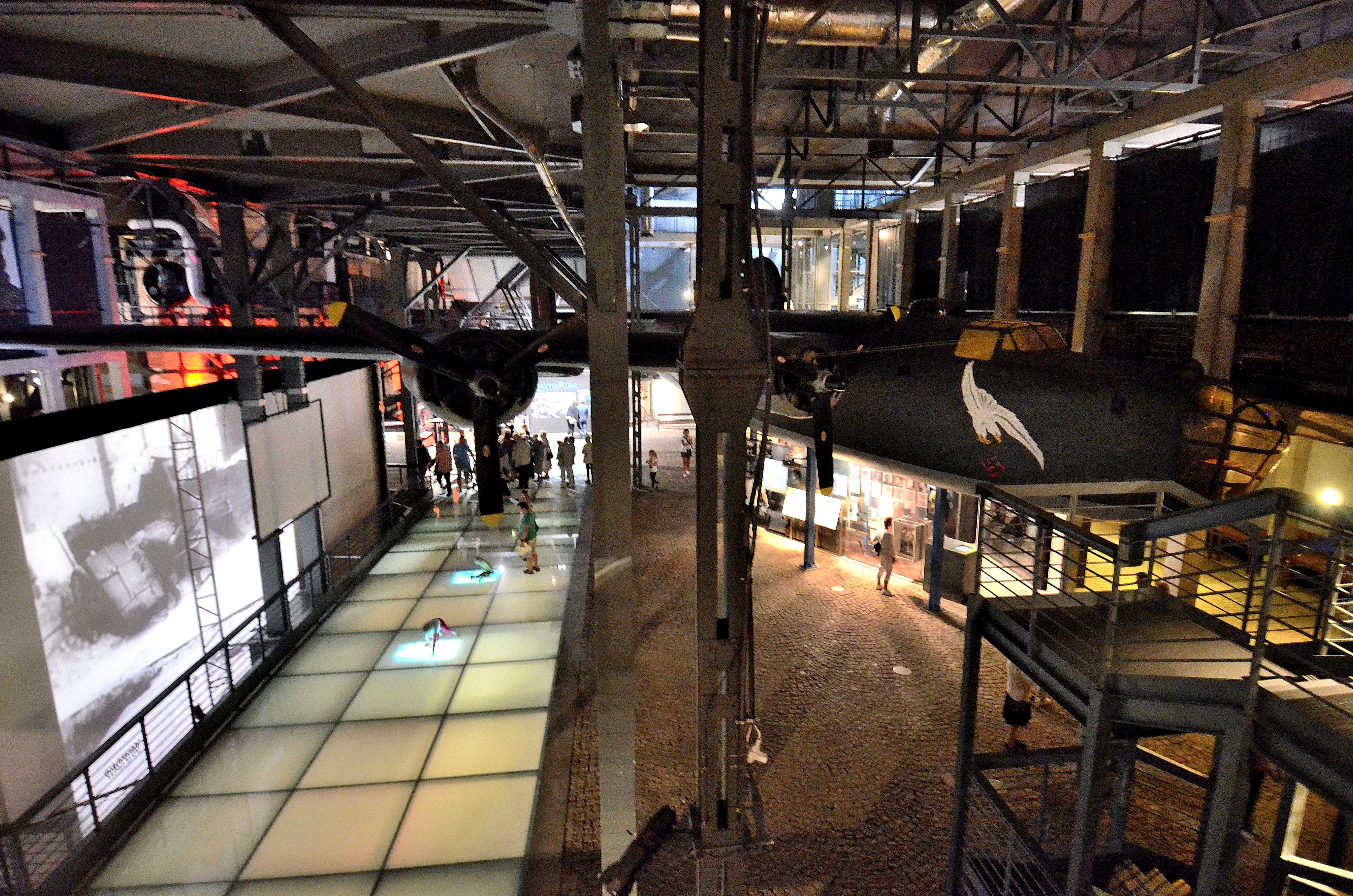
Sál pod Liberátorem

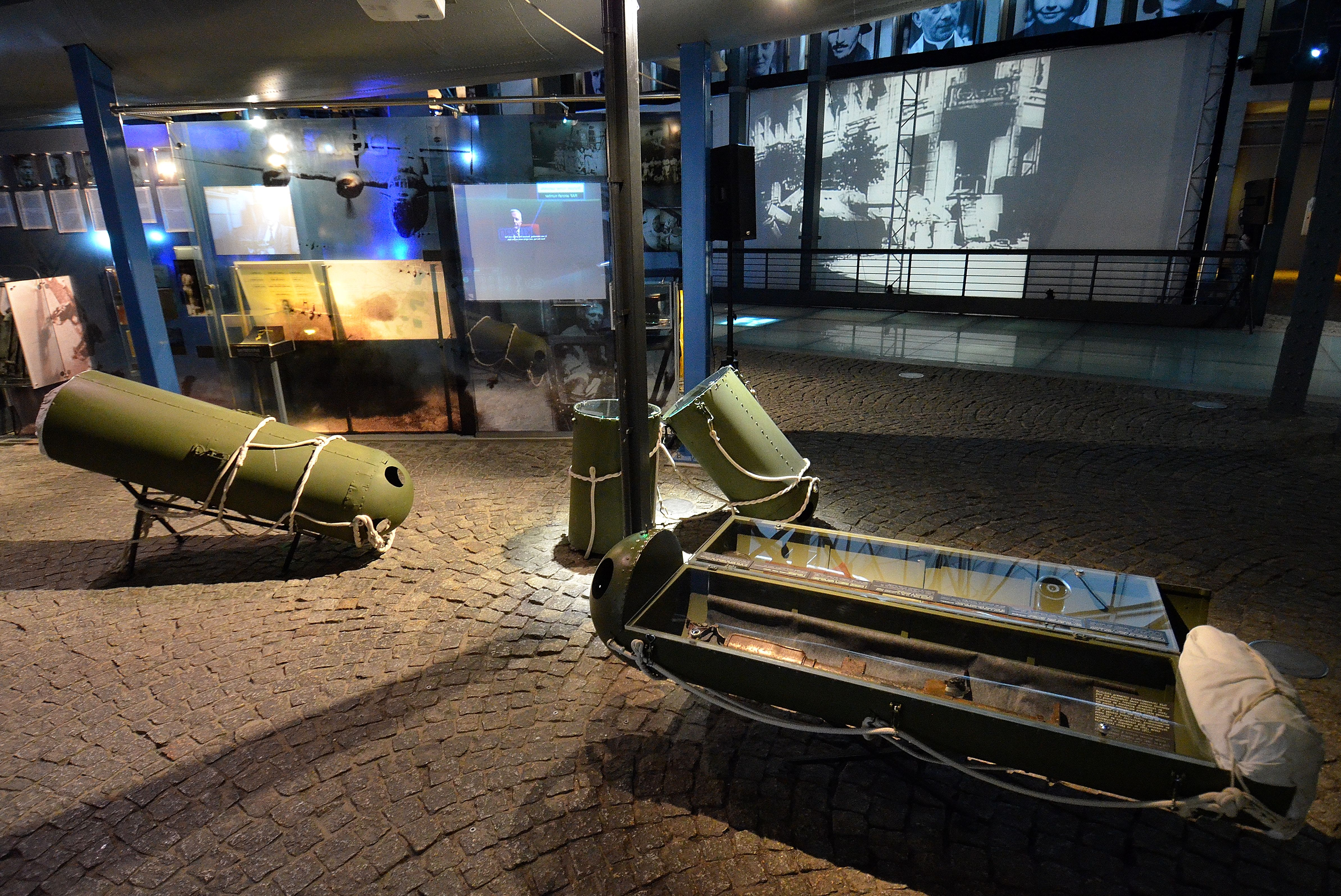
Výstava zasvěcená spojeneckým výsadkům

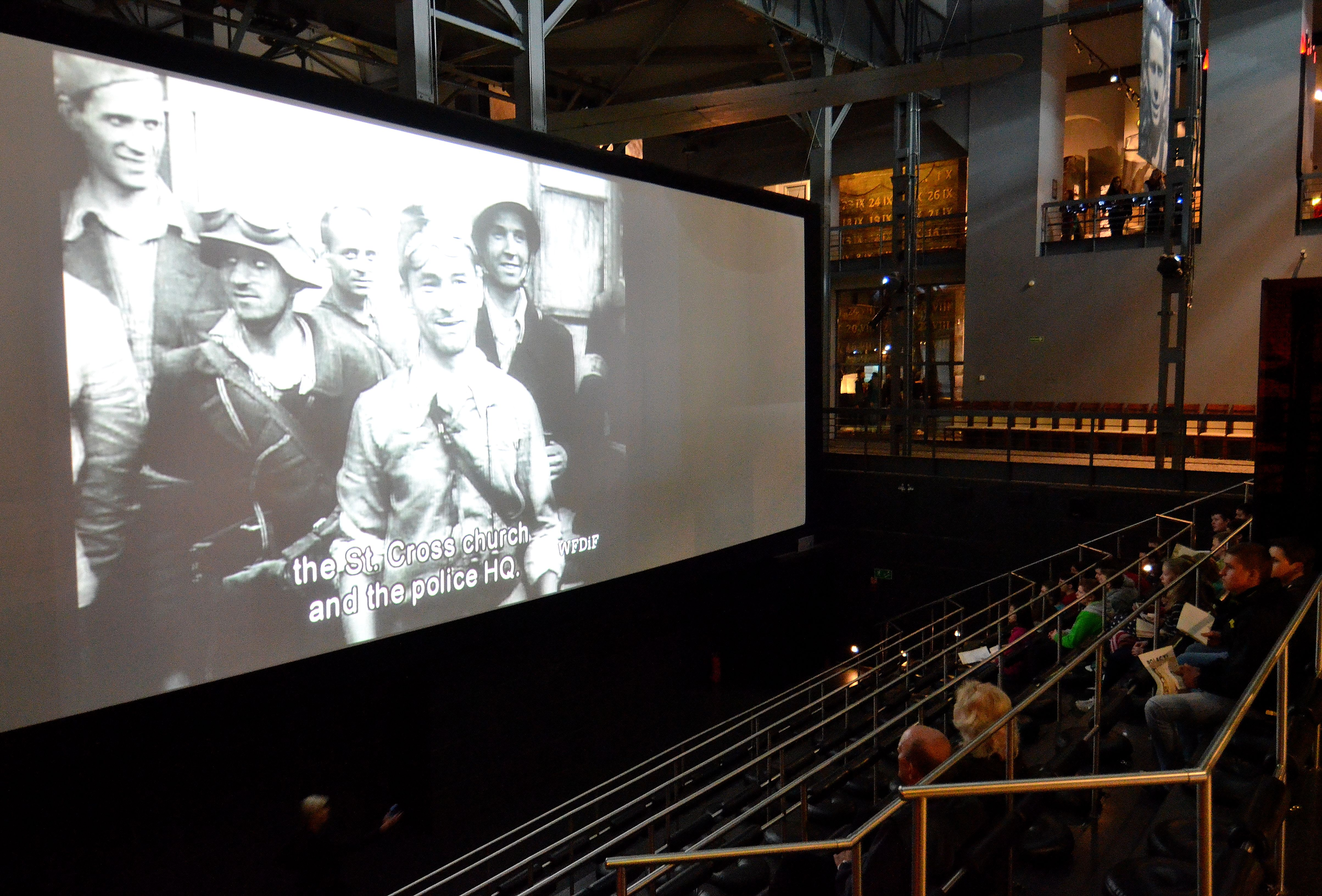
Kinosál, ve kterém jsou promítány filmové kroniky natočené během povstání

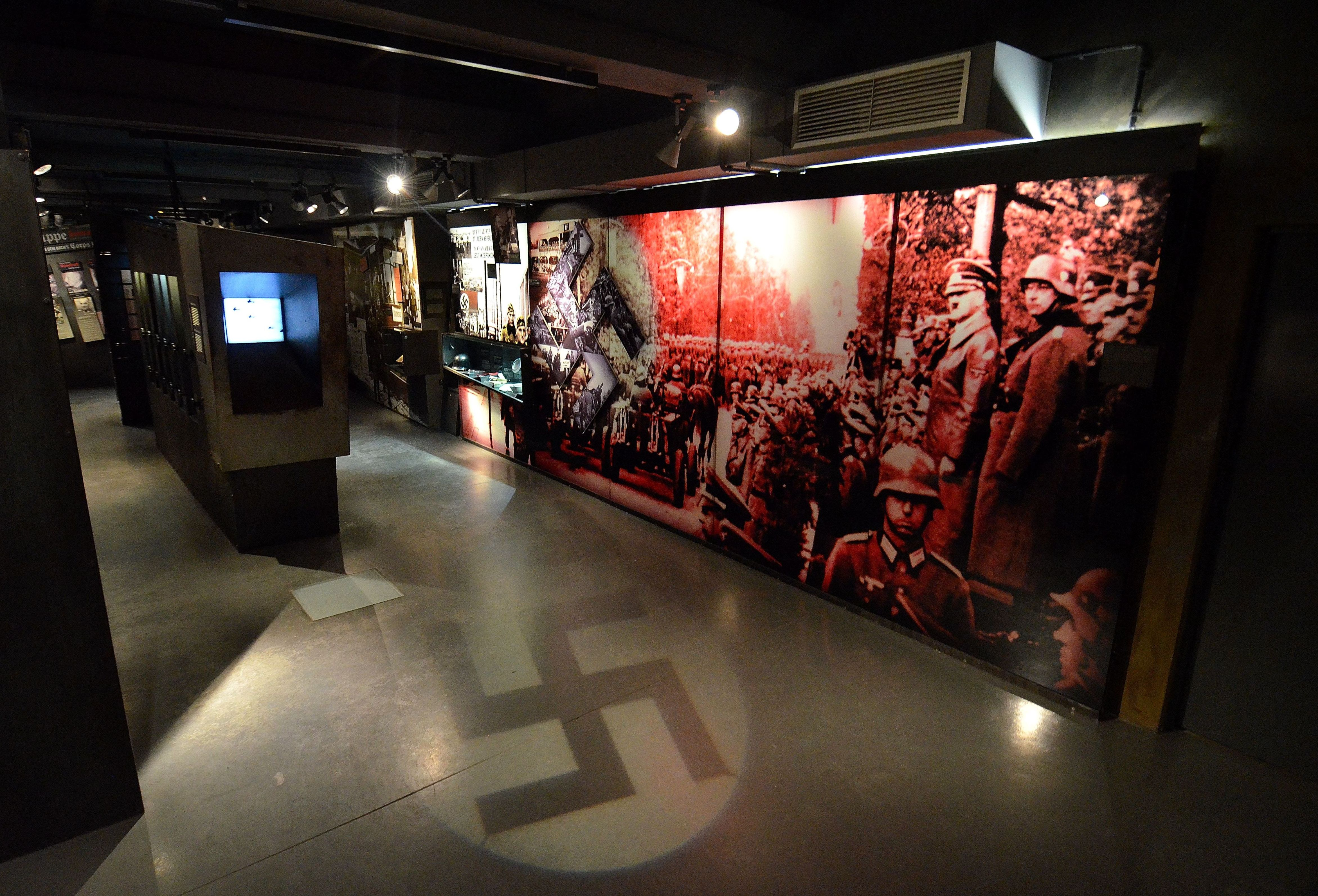
Výstava „Niemcy w okupowanej Warszawie” (česky: Němci v okupované Varšavě)

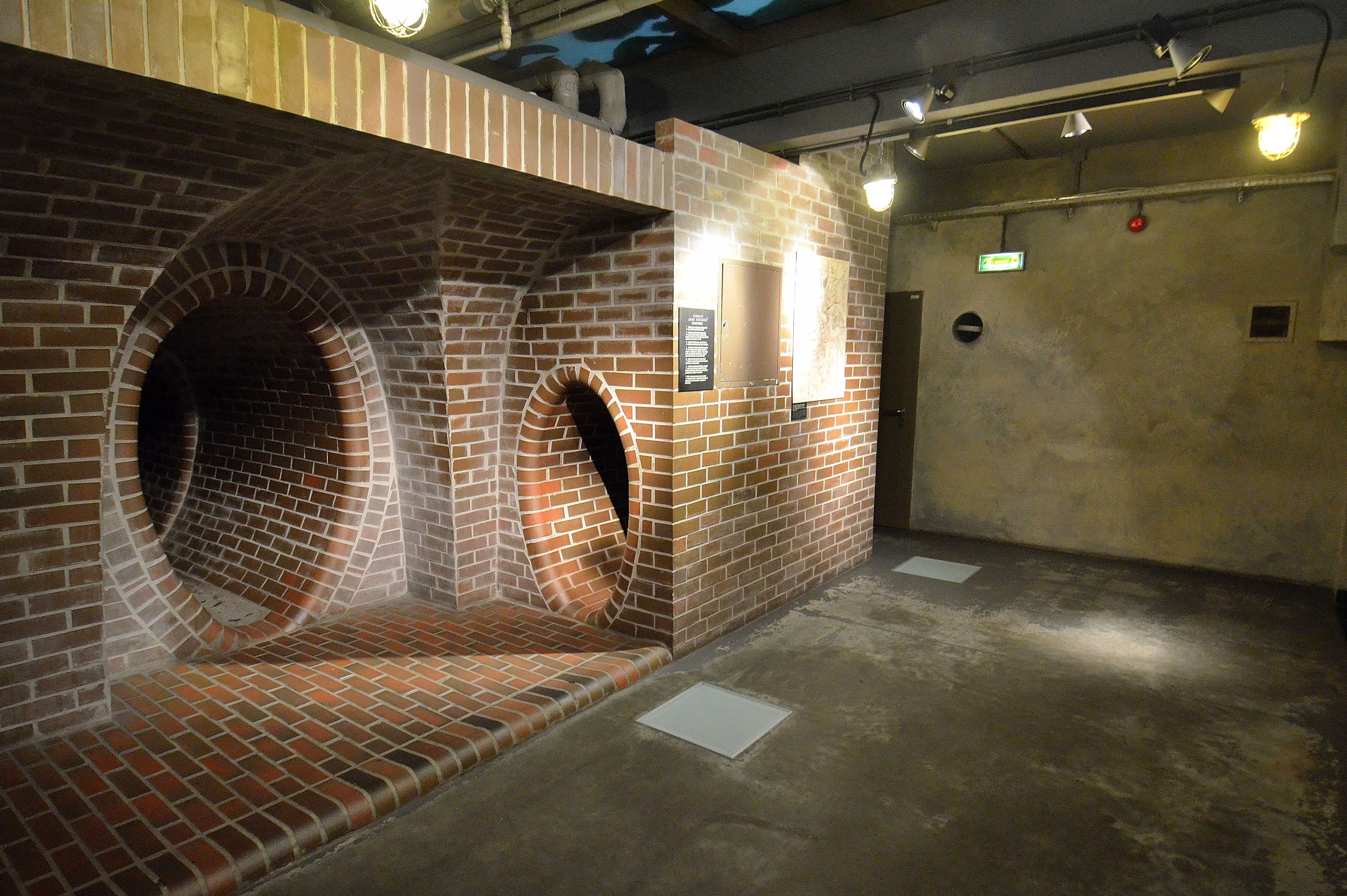
Vchod do kanálů pod Sálem pod Liberátorem

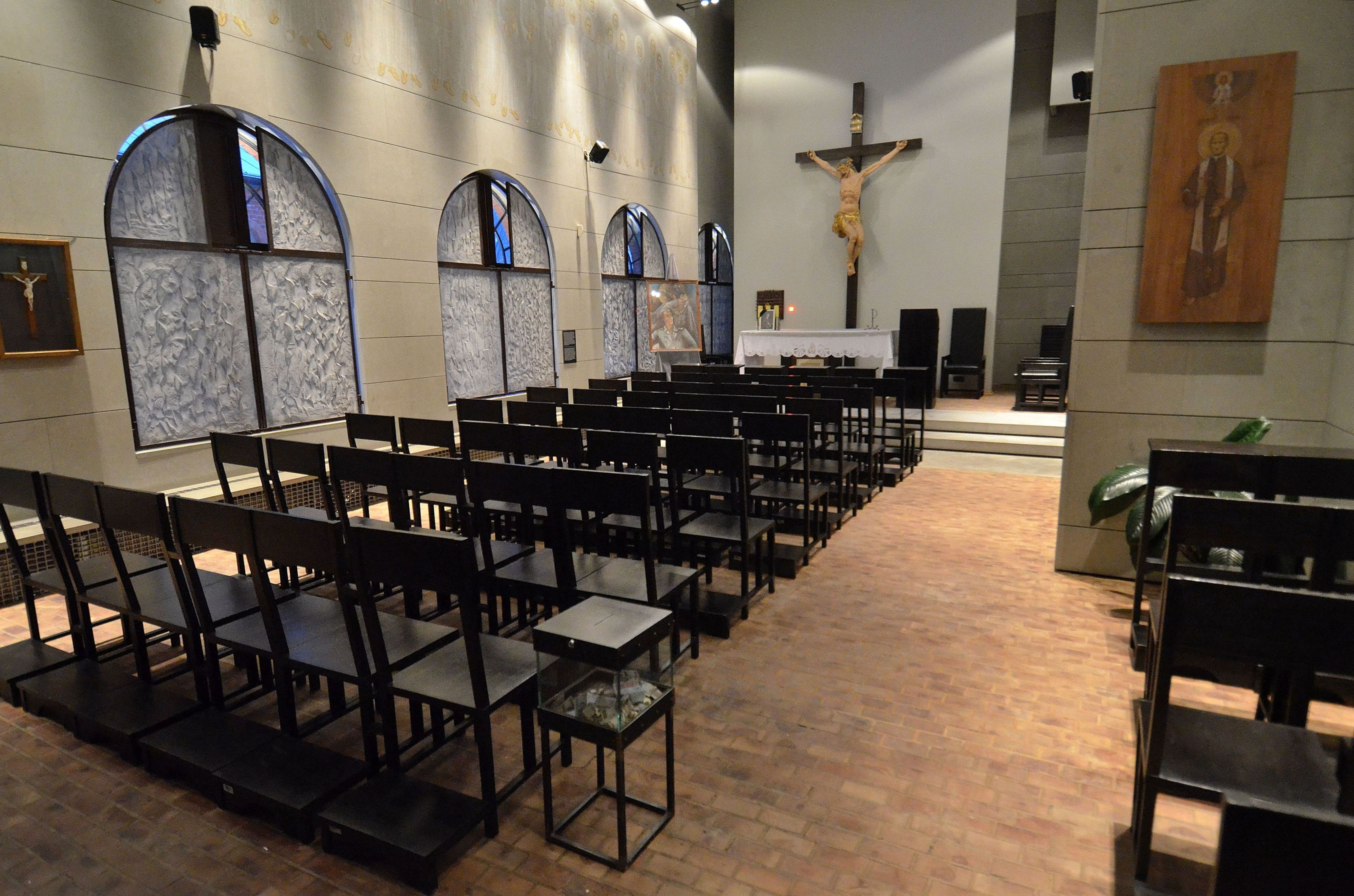
Kaple

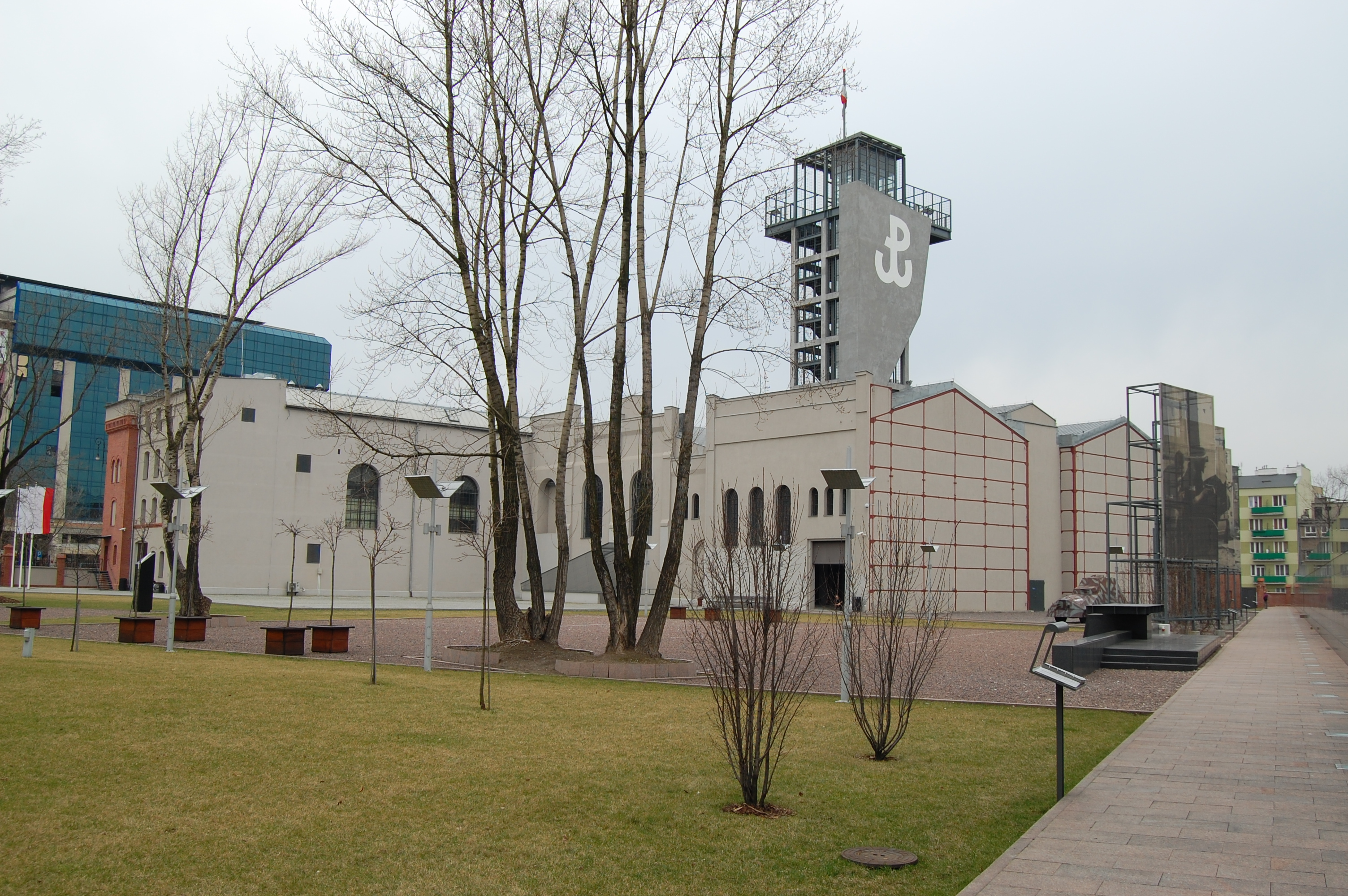
Budova muzea s věží a symbolem kotwice

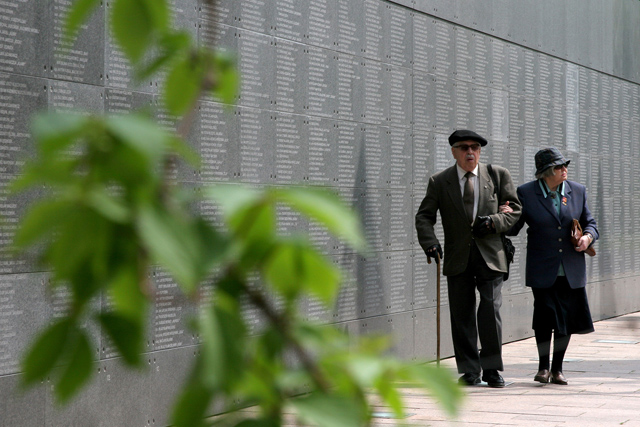
Zeď paměti

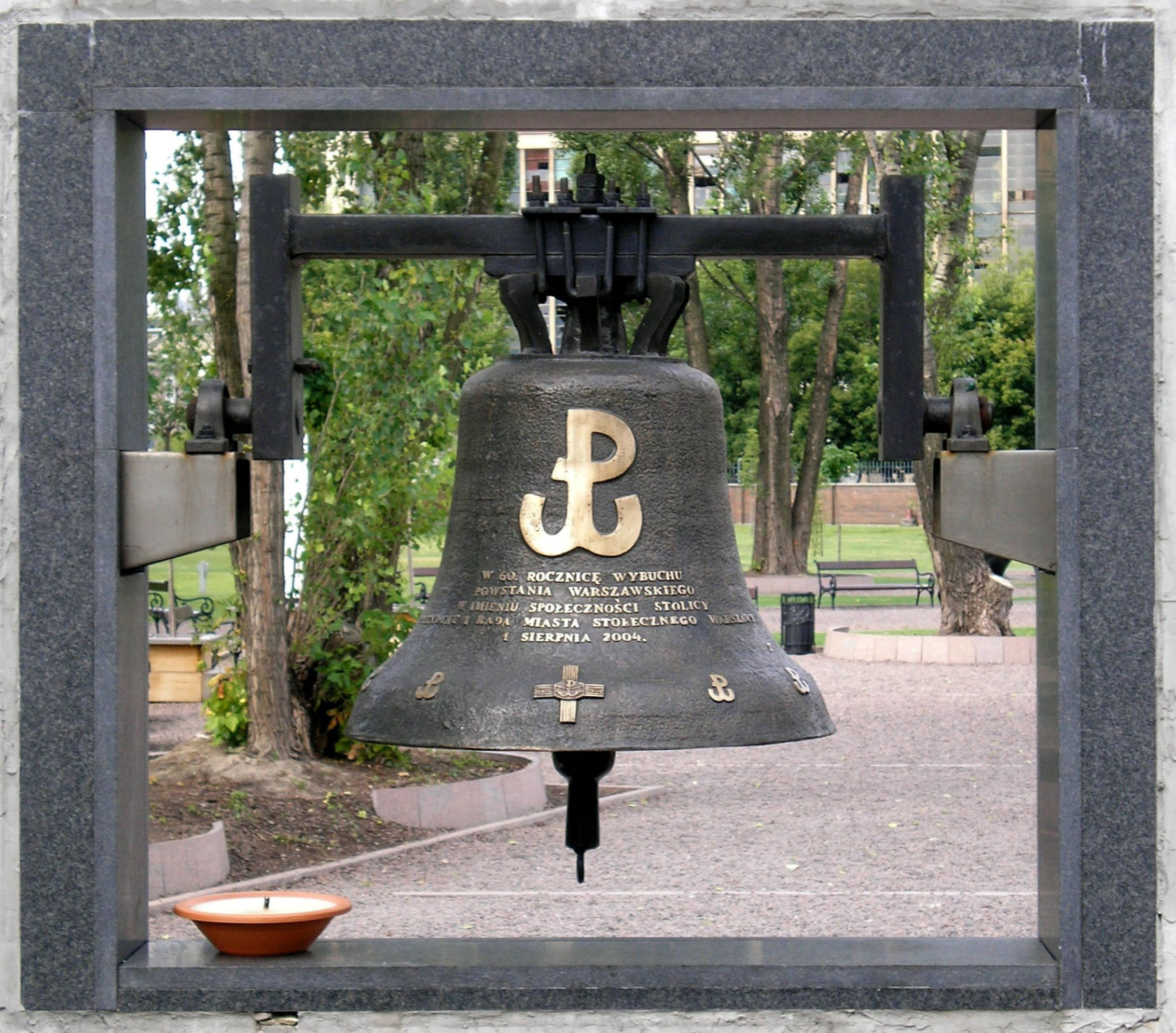
Zvon „Monter”

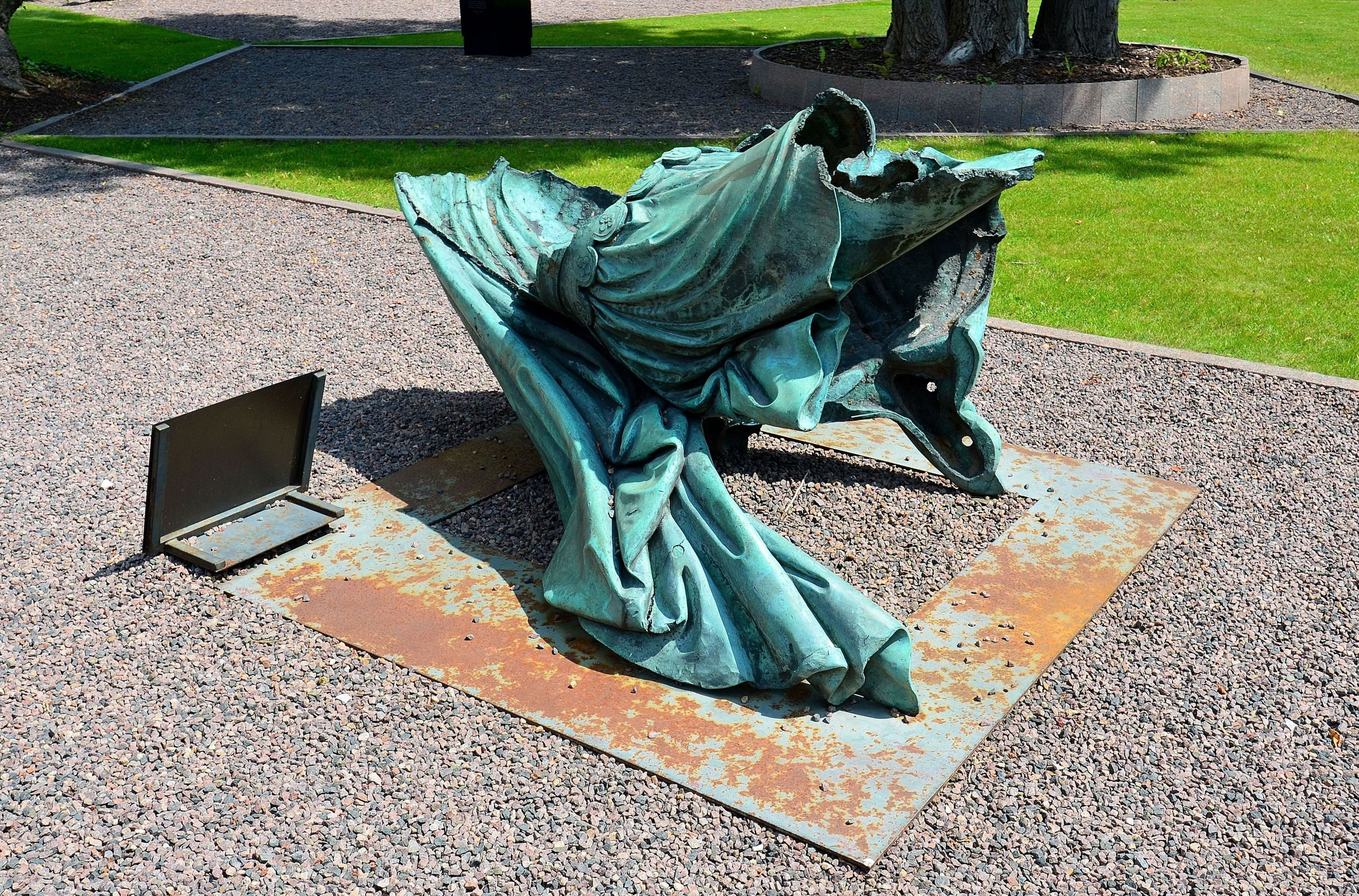
Fragment pomníku knížete Józefa Poniatowského

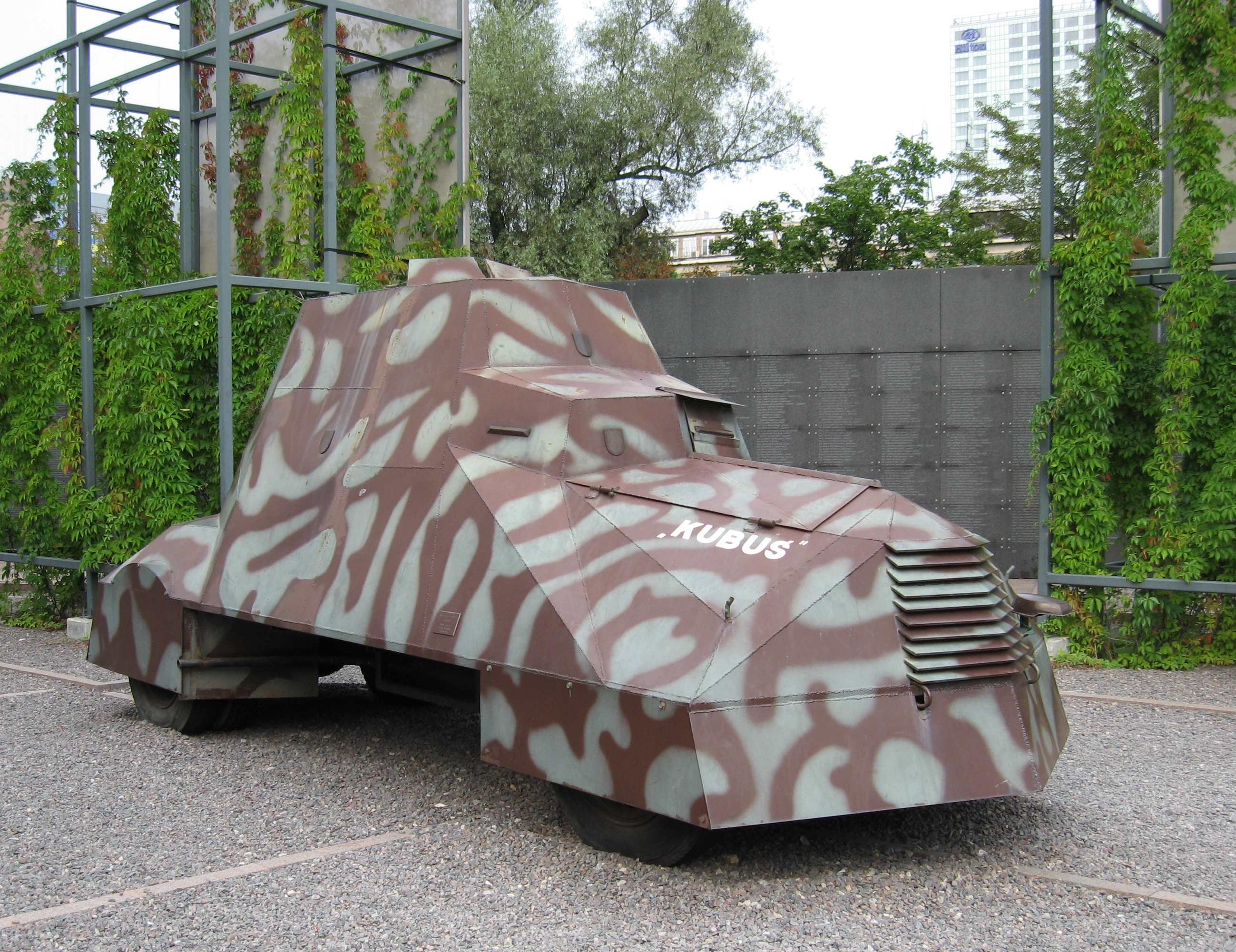
Replika obrněného vozu „Kubuś”

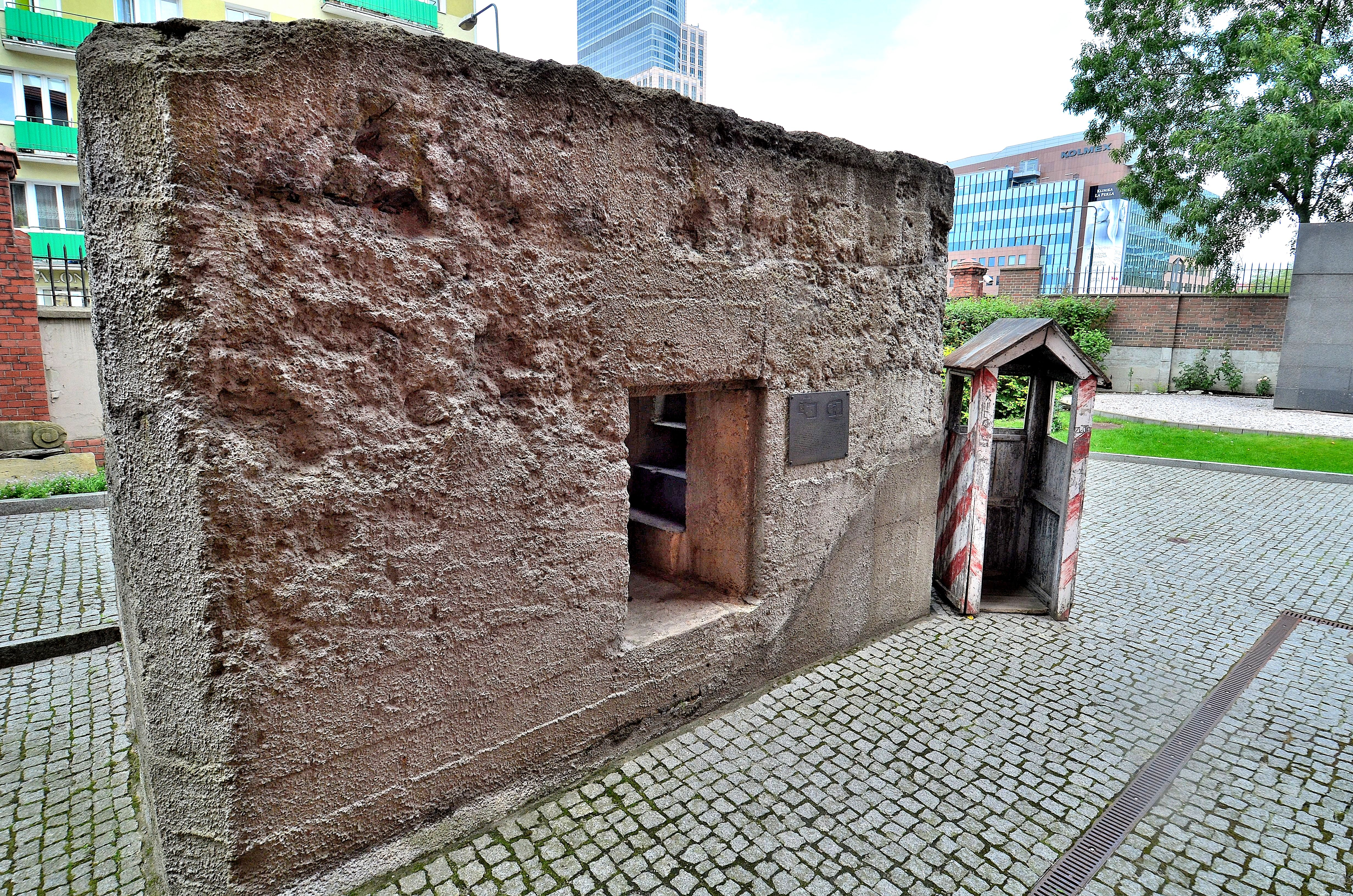
Bunkr Ringstand 58c

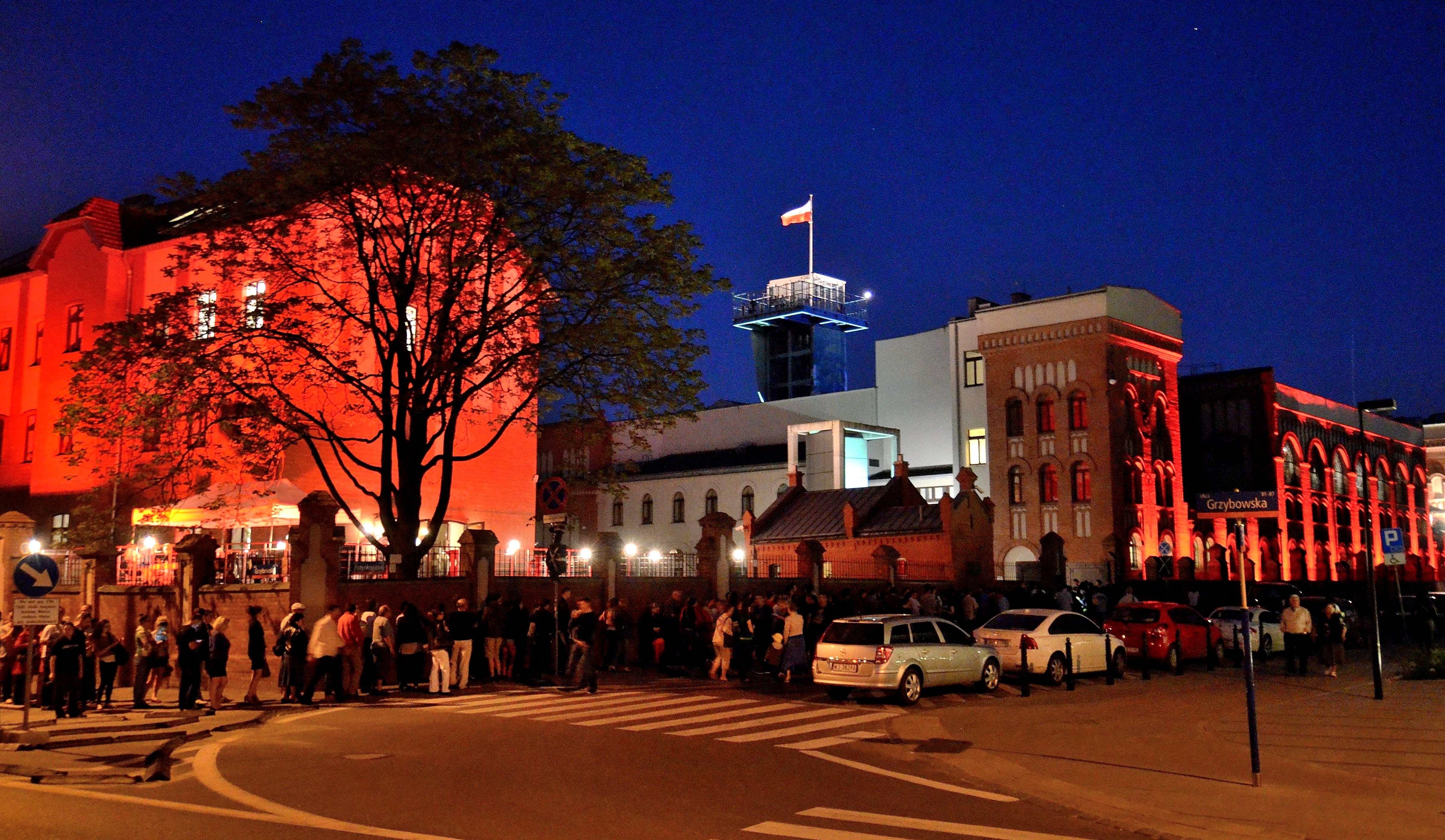
Fronta návštěvníků během Muzejní noci (křižovatka ulic Grzybowské a Przyokopowé, 2013)

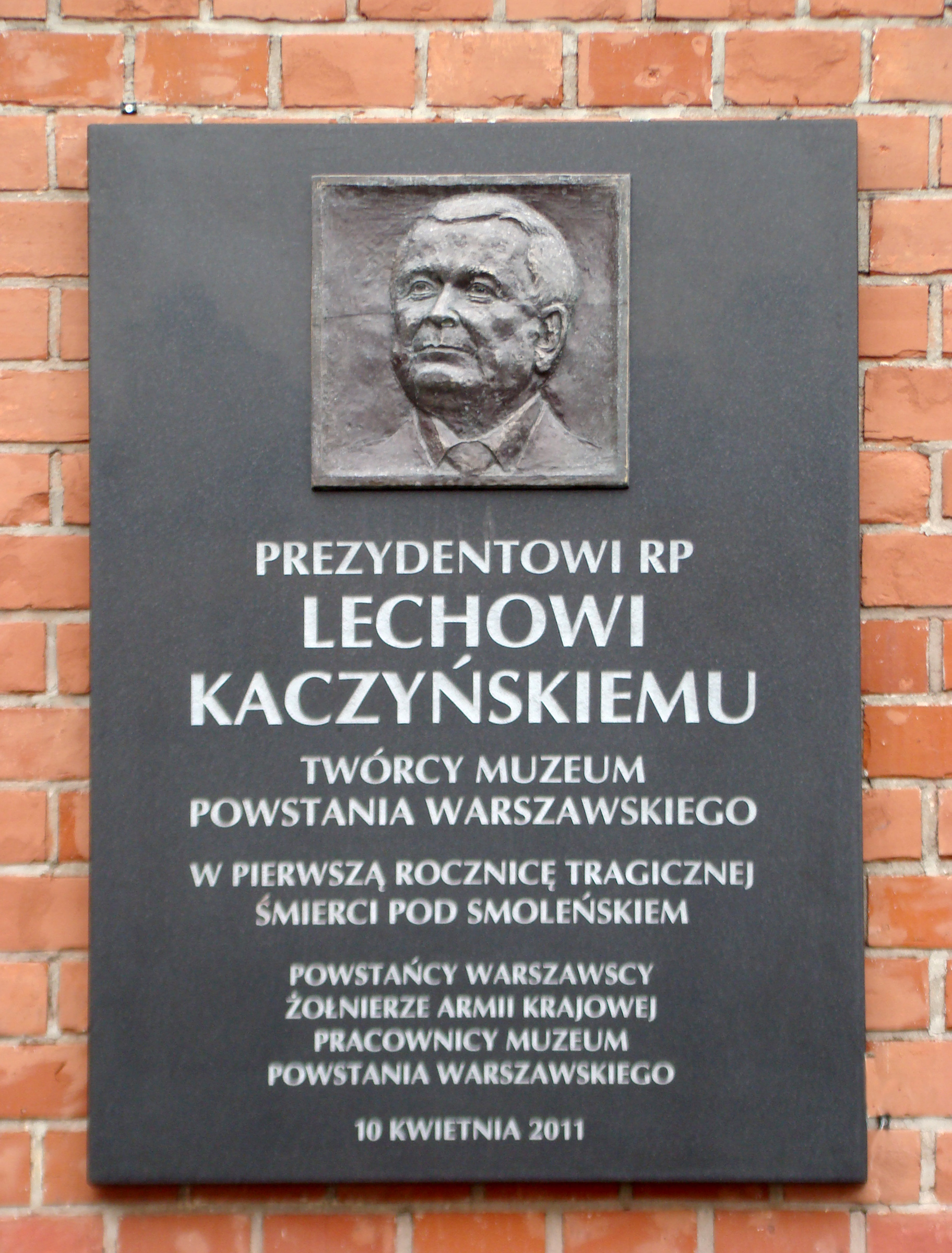
Tabule Lechu Kaczyńskému odhalená 8. dubna 2011

Muzeum varšavského povstání (v polském originále Muzeum Powstania Warszawskiego) je kulturní instituce ve Varšavě věnující se Varšavskému povstání založená v roce 1983 pod názvem Muzeum a archiv Varšavského povstání. Bylo zpřístupněno veřejnosti 31. července 2004, den před 60. výročím začátku povstání. Jejím sídlem je objekt někdejší tramvajové elektrárny na křižovatce ulic Przyokopowa a Grzybowska ve čtvrti Wola. Instituce ale provádí i vědecko-výzkumnou a vzdělávací činnost a to se zaměřením jak na povstání samotné, tak i na polský odboj během 2. světové války. Má být památkou a uctěním všech, kteří válčili a umírali za svobodné Polsko a její hlavní město, aby následujícím pokolením dali možnost žít ve svobodě.

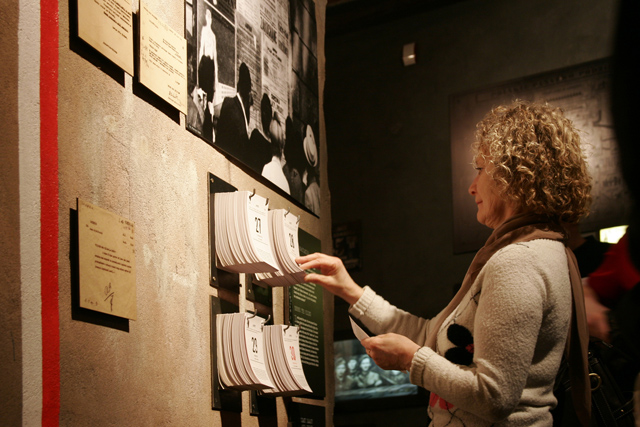
Interaktivní části výstavy

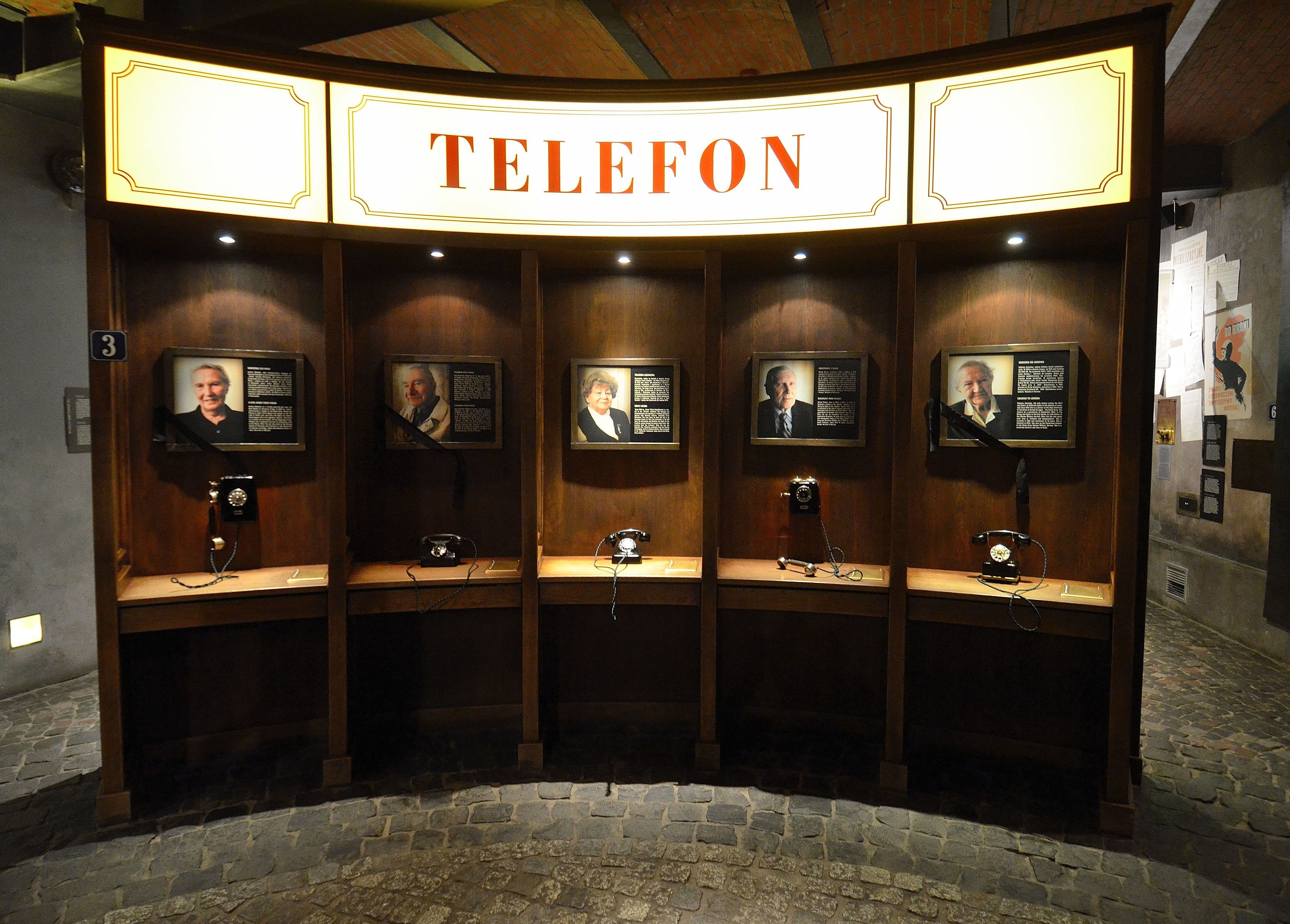
Telefonní aparáty z doby povstání, ve kterých je možné slyšet vzpomínky den před 60. výročím povstání

Muzeu se za tímto účelem podařilo nashromáždit 30 tisíc exponátů.. Jeho knihovna obsahuje přes 11 tisíc svazků. Další publikace vydává muzeum samo. Současně pořizuje rozhovory se žijícími účastníky povstání. Při prohlídce muzea je možné si zapůjčit audioprůvodce, který obsahuje i českou jazykovou verzi.
Expozice se zaměřuje na boje i rutinu povstání na pozadí okupace, kdy poukazuje na složitou mezinárodní situaci i poválečný komunistický teror v Polské lidové republice. Muzeum využívá pro bližší kontakt návštěvníka s expozicí i moderní audiovizuální techniku.. Za prvních 10 let od otevření muzeum navštívilo na 4,6 milionu návštěvníků. Muzeum je bezbariérové.

## Historie Muzea varšavského povstání

### Dějiny budovy
Po mnoho let nebyla stavba muzea z politických důvodů možná. O potřebě jeho vytvoření se vedly diskuze již v roce 1956, v době uvolnění poměrů po Stalinově smrti, avšak žádné nedospěly k jakýmkoliv závěrům. Tehdy byla vytvořena Společná komise muzejní budovy varšavského povstání a skoro ihned začala vytvářet sbírku exponátů pro budoucí muzeum. Vyhlášení vojenského stavu v prosinci 1981 ale tyto snahy na delší čas paralyzovalo.
Teprve v roce 1983 se tehdejší komisař pro Varšavu, generál Mieczysław Dębicki, rozhodl při Historickém muzeu města Varšavy založit oddělení Muzea varšavského povstání. Jeho hlavním úkolem bylo shromažďování povstaleckých památek. Během 20 let se jich tak podařilo nashromáždit na několik desítek tisíc.
Mezi lety 1984 až 1994 probíhaly přípravy pro stavbu muzejní budovy na ruinách reduty, která byla povstalci zbudována v budově Polské banky. V roce 1984 ředitel Historického muzea města Varšavy Janusz Durko inicioval ve spolupráci s Polským sdružením architektů konkurs na návrh muzea. O dva roky později zvítězil návrh Konrada Kuczy-Kuczyńského, Andrzeje Miklaszewského a Zbigniewa Pawłowského. V roce 1994 proběhla ceremonie pokládání základního kamene, ale z důvodu pře ohledně vlastnických práv pozemku stavba nebyla započata.
Existovaly taktéž plány na umístění výstavy o Varšavském povstání v jedné ze dvou úschoven plynu, které se nacházely na pozemcích Varšavské plynárny.
Situace se změnila v roce 2002, kdy se starostou Varšavy stal Lech Kaczyński. Ten slíbil, že muzeum bude dokončené před 60. výročím povstání. V roce 2003 vypracoval Jan Ołdakowski společně s Pawłem Kowalem, Lenou Dąbkowskou-Cichockou a Joannou Bojarskou koncepci budoucího muzea. V červenci toho roku byl Jan Ołdakowski určen zplnomocněncem pro stavbu muzea, a jako místo pro muzeum byly vyhrazeny prostory bývalé tramvajové elektrárny. V prosinci 2003 pak Rada Varšavy schválila rezoluci týkající se ustanovení nové kulturní instituce – Muzea varšavského povstání.
Architektonickou soutěž vyhrál v srpnu 2003 projekt architekta Wojciecha Obtułowicze, který mimo jiné navrhoval polský pavilon pro Expo 2000 v Hanoveru. V soutěži o koncepci stálé expozice zvítězil tým ve složení: Jarosław Kłaput, Dariusz Kunowski, Mirosław Nizio. Práce na výstavbě budovy začaly v dubnu 2004 a během následujících čtyř měsíců se na nich střídaly tři směny sedm dní v týdnu. Díky velkému úsilí všech zúčastněných se podařilo projekt stavby spolu s vytvořením stálé výstavy dokončit 31. července 2004, kdy muzeum den před 60. výročím varšavského povstání otevřel tehdejší starosta Varšavy Lech Kaczyński.
V lednu roku 2005 se hlavní výkladní síň dočkala názvu Auditorium Jana Nowaka-Jeziorańského.
8. dubna 2011 byla na fasádě hlavní muzejní budovy odkryta pamětní deska věnovaná Lechu Kaczyńskému z černého, glazovaného granitu s bronzovou podobiznou zemřelého prezidenta. Autorem projektu desky byl Andrzej Renes.

### Dějiny budovy Elektrárny městských tramvají
Z rozhodnutí tehdejšího starosty Varšavy Lecha Kaczyńského byly pro účely Muzea varšavského povstání poskytnuty prostory bývalé tramvajové elektrárny. Komplex budov je jednou z nejlépe zachovalých památek průmyslové architektury ve Varšavě.
Elektrárna byla postavená mezi lety 1904 až 1908 a na jejím rozlehlém prostoru byla zbudována i vlečka, artéská studna, správní budova a v roce 1917 byla dodatečně vybudována i kotelna. O rok později začala budova stavby hlavní budovy, která trvala až do roku 1923.
Počátekem války v září 1939 byla budova elektrárny vážně poškozena. 1. srpna 1944 zde skupina zaměstnanců elektrárny - bojovníků „Kedywu” - odrazila útoky Wehrmachtu. Povstalcům se elektrárnu podařilo udržet až do 6. srpna, kdy znovu zaútočili Němci a celou zde umístěnou zálohu postříleli. „O budovu elektrárny se tak usilovně bojovalo, jelikož byla součástí takzvané „tvrdé fronty”, tedy pásu strategické výhody. Spolu s potlačením povstání Němci území, na kterém elektrárna stála, spolu s okolním územím vybombardovali a zbytky zdí vyhodili do povětří.
Po válce bylo rozhodnuto, že na místě elektrárny má být vybudována teplárna. Budova několikrát měnila vlastníka. V sedmdesátých letech jeho typicky cihlovou fasádu pokryla šedá omítka polsky přezdívaná „baranek”, která byla typická pro socialistický realismus v architektuře. Roku 2004 získala budova díky práci konzervátorů a restaurátorů zapojených muzeem dávnou podobu. Tato restaurace by nebyla možná bez Bogusława Korneckého, který pro ni vynalezl metodu ohřevu omítky hořákem. V roce 2006 na 34. Mezinárodní výstavě vynálezů v Ženevě převzal zlatou medaili s vyznamenáním a sošku „Géniuse”.
V polovině dubna 2004, po demontáži kotlů a jiných těžkých částí, započaly namáhavé a neustávající remontážně-stavební práce, které muzeum připravovaly na jeho srpnové otevření.
Roku 2005 se muzeum angažovalo na revitalizaci pomníku Piotra Lędziakowského, který zemřel 13. dubna 1917 následkem výbuchu kotle. K tomuto účelu byly použity části krovu z elektrárenské haly a sloupky ze zabetonovaných tramvajových kolejí. Konzervátorské práce prováděli Bogusław Kornecki (hlavní konzervátor Powązkowského hřbitova ve Varšavě) a Jerzy Niewiadomski (specialista na renovace památek z kovu).
I přesto, že historická adresa komplexu tramvajové elektrárny byla Przyokopowa 28, muzeum dostalo oficiální adresu Grzybowska 79, což je ulice po jeho severní straně.

## Expozice
Expozice je umístěna na třech podlažích (přízemí, mezipatro a patro), na povrchu o rozloze více než 3000 m². Obsahuje okolo tisíce z více než třiceti tisíc shromážděných exponátů, tedy ze zbraní, dokumentů, dopisů, osobního majetku povstalců, 1500 fotografií, historické mapy, filmový materiál a více než 200 biografických a historických informací. Všechny nápisy na exponátech jsou psány polsky a anglicky. Úseky a části expozice obsahující drastické scény (například Masakr v Palmirach a povstalecká nemocnice) byly speciálně označeny. Je zde po zakoupení dodatkové vstupenky možné vidět i krátkometrážní film Miasto ruin a to i v neděli, kdy je vstup volný.
Muzeum má interaktivní a vypravěčský charakter: části expozice od sebe odděluje obrazem, světlem a zvukem. Interiér a využívání multimediálních efektů mají za cíl přiblížit skutečný život v povstalecké Varšavě. Mnoho částí expozice líčí dějiny povstání jako boj o přežití a následné osudy účastníků. Trasa prochází celou historii Varšavského povstání chronologicky a rozděluje ji na tematické sály. Návštěvníci se pohybují v prostředí před více než 60 lety.
Stálá expozice se skládá ze třech hlavních, chronologicky uspořádaných, částí. V přízemí se nachází výstava popisující 2. světovou válku od září 1939 do konce akce Bouře s důrazem na situaci ve Varšavě (německý teror a přípravy vedoucí k povstání). Následuje výstup výtahem na mezipatro, kde se výstava soustřeďuje na osudy povstání v srpnu 1944 a život v povstalecké Varšavě. Dále trasa vede na patro (které je umístěné pod mezipatrem), kde je představena situace ve Varšavě až do kapitulace a následně životní podmínky povstalců v zajateckých táborech a také mezinárodní situace a vytvoření komunistické vlády v Lublinu. Expozici doplňují dočasné výstavy, které jsou umístěné v sále pod Liberátorem.

### Přízemí
V přízemí je představen časový úsek okupace a začátek povstání – hodina „W”. V této části expozice je vystaveno takzvané kalendárium událostí od 1. září 1939 do 8. května 1945. Je zde popsán každodenní život v okupovaném hlavním městě a všudypřítomný německý teror, který je symbolizován růžovými plakáty, které informují o popravách. Části výstavy v přízemí se věnují i masakru v Palmirach, varšavskému ghettu, fungování Polského podzemního státu a akci Bouře.
Ihned při vstupu je možné si z předválečných telefonů poslechnout vzpomínky pěti povstalců, které byly nahrány den před 60. výročím povstání. Naproti telefonům je malé lapidárium, kde je umístěno několik desítek fragmentů říms a portálů z přelomu 18. a 19. století, které pocházejí z Němci zbořeného Královského hradu. V pozadí je fotografie budovy "Pinkusa Lothego", pocházející z období před rokem 1939 a představující křižovatku ulic Marszałkowska a Alejí Jerozolimských.
V Sálu malého povstalce vyhrazeném speciálně pro děti, se mohou mladší návštěvníci učit hrou. Respektive zde mají možnost vidět divadlo a vyzkoušet si práci harcerských listonošů a zdravotních sester. Mají zde také k dispozici repliky tehdejších hraček, se kterými si hrály v povstalecké Varšavě děti, které jsou ve stejném věku, jako dnes ony. Jedná se vesměs o stolní hry, puzzle, medvídky a hadrové panenky. Nejsou zde vystavené žádné hračky s vojenskou tematikou. V sálu se nachází i replika Pomníku malého povstalce vyprojektovaného Jerzym Jarnuszkiewiczem.
Uprostřed přízemí se nachází ocelový monument oddělující dva stupně expozice. Jeho stěny pokrývají data následných dní povstání a známky o střelbě. Monumentu se přezdívá „bijící srdce bojující Varšavy”.
Další část expozice je zaměřená na akci Bouře. Symbolem přibližující se hodiny „W” jsou hodiny nastavené na 17:00. Atmosféru varšavské ulice té doby zdůrazňují polské vlajky na replice jednoho z německých bunkrů a fotografie Eugeniusze Lokajského. Při přechodu do Sálu pod Liberátorem je vystaven motocykl BMW R 12 používaný Wehrmachtem. Na výtahu jsou umístěné povstalecké nárameníky.
V odděleném prostoru jsou vystavené tiskařské stroje ze 40. let. Všechny jsou funkční a mimo jiné tisknou repliky historických oznámení ze 3. srpna 1944 (takzvaný „Biuletyn Informacyjny”) a dobové letáčky.

### Mezipatro
Na mezipatro je možné vyjet proskleným výtahem. Během jízdy v něm hraje povstalecká píseň Krystyny Krahelské Hej, chłopcy, bagnet na broń.
Na mezipatře je prezentován průběh bojů v srpnu 1944 a každodenní život v povstalecké Varšavě. U výtahu se nachází část expozice zasvěcená Krystyně Krahelské spolu s maketou sochy Syrenki na Powiślu (česky: Mořské panny nad Vislou), pro jejíž tvorbu básnířka pózovala Ludwice Nitschowé. Vedle Syrenki se nachází výkladní skříň s uniformami povstalců.
Jsou zde mimo jiné prezentovány Masakry ve varšavské čtvrti Wola (protokoly Polského červeného kříže z exhumace těl obětí), dobytí koncentračního tábora Gęsiówky, náboženský a kulturní život ve Varšavě za doby povstání a ukázka podmínek povstalecké nemocnice. Ve vitrínách byly umístěné různé druhy zbraní používané oběma válčícími stranami. Část expozice je určena i zásobování povstání (mimo jiné je zde vitrína se zrny ječmene z dobitého pivovaru Haberbusch i Schiele). V replice kina „Palladium” je promítána filmová kronika sestříhaná z materiálů Úřadu informací a propagandy Zemské armády, natočených v době povstání.
Na návštěvní trase se nachází i replika části vysokého varšavského kanálu z červených cihel, kde je možné vidět historické fotografie a nápis při vchodu Uwaga, Niemcy! (česky: Pozor, Němci!).

### Patro
Kanál a na něj navazující schody vedou návštěvníka dolů na patro. Tato část expozice představuje boje, které probíhaly v září ve čtvrtích Czerniaków, Mokotow a Żoliborz a podíl bojovníků Národních ozbrojených sil a Lidové armády na povstání. Je zde představen pád povstání, rozhodnutí Velké trojky, útěk civilního obyvatelstva a následná činnost Polské komise národního osvobození. Jsou zde také představeny osudy povstalců samotných. Speciální částí je takzvané Místo paměti, ve kterém se nachází mohyly povstalců. Jako součást prohlídky jsou zpřístupněny i tři menší sekce - „Radiostacja” (kde je možné vidět repliku radiostanice „Błyskawica”), „Poczta polowa” (kde je vysvětleno fungování polní pošty povstalců) a část věnující se Němcům v Polsku a Varšavě.
Jižní a severní části prostoru na patře přiléhající Sálu pod Liberátorem jsou určeny pro dočasné výstavy. Je tu možné vidět kopii miny Goliath, používané Němci k ničení povstaleckých barikád.
Na patře se nachází i kavárna „Pół Czarnej” vybavením stylizovaná do meziválečných let.

### Sál pod Liberátorem
Druhá část expozice, nazývaná Sál pod Liberátorem, je zrealizována v naprosto odlišném prostoru - někdejší kotelní hale, tedy velice prostorné místnosti. Její centrálním bodem je replika letounu Consolidated B-24 Liberator, pilotovaného kapitánem Zbigniewem Szostakem, který byl sestřelen stíhači Luftwaffe nedaleko Bochně. Replika obsahuje originální části letounu, které byly nalezeny v místě pádu. Replika je provedená v poměru 1:1. Je jedinou konstrukcí svého typu na světě, vytvořena podle originální technické dokumentace, dobových fotografií a ze vzpomínek leteckých mechaniků. Pod letounem se nachází expozice zasvěcená spojeneckým výsadkům a shozům proviantu a zbraní do povstalecké Varšavy.
K dalším exponátům muzea patří i jeden ze zrekonstruovaných kotlů bývalé elektrárny a všem přístupný kinosál, kde je promítán propagandistický film Warszawa walczy, vytvořený během povstání a promítaný v srpnu a září v kině „Palladium”.
Od 1. srpna 2010 je ve zvláštním sále možno zhlédnout film Miasto ruin, který je první digitální rekonstrukcí poničené Varšavy v 3D. Pětiminutový film promítaný v nevelkém sále o 24 místech k sezení představuje město v březnu 1945 z pohledu spojeneckého letounu Liberátor.

### Věž
Jednou z atrakcí muzea je 32metrová vyhlídková věž, na níž je umístěn symbol „Polski Walczącej” (kotwice) a na ní umístěném stožáru vlaje polská vlajka. V horní části věže se nachází vyhlídková terasa, ze které je možné vidět panorama Woli a centra Varšavy. Je zde na speciálních tabulích vyznačena poloha předválečných budov, které se v okolí před válkou nacházely. Vyhlídková věž je ovšem dostupná pouze za dobrého počasí.

### Podzemí
V podzemí pod „Sálem pod Liberátorem” se nachází výstava „Niemcy w okupowanej Warszawie” (česky: Němci v okupované Varšavě) popisující dějiny z let 1939 až 1944 z pohledu těch, proti kterým povstání vypuklo. Návštěvníci mohou projít replikou kanálu, která je užší a nižší než ta na mezipatře.

### Kaple
Patronem kaple Muzea varšavského povstání je jeden ze 108 blahoslavených, kněz Józef Stanek, který byl zajat německými jednotkami a následně pověšený na vlastní štóle během pacifikace Czerniakowa 23. září 1944. V roce 2004 byly jeho relikvie, do té doby přechovávané ve svatyni Otců pallotinů v Provincii krále Krista ve Varšavě, pallotiny darovány muzejní kapli. Kněz Józef Stanek byl blahořečen roku 1999 Janem Pavlem II.
Kapli, v souladu s liturgickými požadavky kurie, vyprojektoval architekt Wojciech Obtułowicz. Stěny jsou pokryté šedým španělským vápnem a podlaha je z březových desek. Nachází se v ní 50 míst k sezení. Každou neděli v 12:30 se zde konají mše.

### Park Wolności
31. července 2004, téhož dne kdy se otevíralo muzeum, proběhla v přilehlém parku Wolności (česky: parku Svobody) mše vedená primasem Polska, kardinálem Józefem Glempem.
Centrální součástí parku Wolności je takzvaná Zeď paměti dlouhá 156 metrů, na které je vyryto více než 11 tisíc příjmení vojáků Zemské armády padlých během povstání. Seznam je neustále doplňovaný, jelikož jsou neustále přijímány nová oznámení. Příjmení jsou ověřována na základě archivních dokumentů, seznamu Červeného kříže a dalších zdrojů. Jsou seřazena takzvaným holandským systémem, tedy v očíslovaných sloupcích a v alfabetickém pořádku. Seznamy příjmení jsou publikovány i na internetové stránce muzea.
V centrální části zdi je zavěšen 230 kg vážící zvon „Monter”, který je památkou na brigádního generála Antoniho Chruściela – velitele varšavského povstání, třínásobného držitele řádu Virtuti Militari a nositele Kříže za chrabrost. Zvon bije 1. srpna o hodině „W”, tedy v 17:00 – hodině výbuchu varšavského povstání.
Za Zdí paměti se nachází zahrada Różany, místo výstav pod širým nebem. Je zde možné vidět takzvanou „Zeď umění”, kde své práce prezentují umělci z celého Polska a ze zahraničí. Své nástěnné malby zde mají mimo jiné Edward Dwurnik, Wilhelm Sasnal, Stasys Eidrigevicius, Papcio Chmiel, Andrzej Pągowski, Grupa Twożywo, Bartek Materka, Przemysław Truściński, Galeria Rusz, Rafał Roskowiński, Wojtek Jaruszewski, Jakub Rebelka, Anna Czarnota, Wojciech Jaruszewski a Piotr Janowczyk.
V parku Wolności se nachází několik památníků:
- památník advokátům, kteří se zapojili do povstání
- pomník vojenských ošetřovatelů padlých při povstání
- pomník gruzínských důstojníků
- pomník žen, které položily své životy v boji za svobodu a nezávislost Polska
- monument památky filmařů, členů oddělení propagandy filmařské sekce úřadu propagandy a informací hlavního štábu Zemské armády, tedy realizátorů filmových kronik povstání „Warszawa Walczy”

Je zde také možné vidět část pravého pomníku knížete Józefa Poniatowského, zničeného Němci v prosinci 1944.
Mezi budovou muzea a Zdí paměti se nachází replika povstaleckého obrněného vozu „Kubuś” z roku 2004.

### Bunkr Ringstand 58c
Mimo hlavní návštěvní trasu je mezi správní budovou a zdí oddělující muzeum od ulice Grzybowské možné vidět originál železobetonového německého bunkru Ringstand 58c (tzv. Tobruk). Bunkr byl znovunalezen při stavbě kancelářské budovy Zaułek Piękna na křižovatce ulic: Krucza, Mokotowska a Piękna. Je jedním z okolo šedesáti „tobruků” vybudovaných Němci v roce 1944 pro účely obrany tvrzi Varšava (německy: Festung Warschau). Byl elementem jižního pásu opevnění okolo centra Varšavy, který procházel nádražní stanicí Warszawa Zachodnia k Narutowiczovu náměstí a dále ulicemi: Filtrowa, Nowowiejska a náměstím Zbawiciela a ulicí Piękna ve směru Sejmu a Visly.
Ringstand byl předaný muzeu a převezený na své dnešní místo v srpnu 2004. Nebyl ovšem již znovu zakopaný do země, díky čemu je možné ho vidět i zevnitř.

## Činnost muzea

### Archiwum Historii Mówionej
V říjnu 2004 byl započat projekt Archivu mluvené historie. Jeho hlavním cílem je zvěčnění relací několika tisíců vojáků Zemské armády - účastníků povstání žijících jak v Polsku, tak i za hranicemi.
Anketa společnosti historiků a sociologů se nezaměřuje jen na Varšavské povstání, ale i na životy povstalců před, během a po 2. světové válce.
Shromážděné materiály jsou nápomocné jak pro historiky, tak i výzkumníky Polského podzemního státu a organizátory vzdělávacích programů.
Do roku 2014 archiv pořídil více než 3500 nahrávek rozhovorů s účastníky povstání. Všechny relace jsou uchovávány v elektronické podobě. Videonahrávky rozhovorů jsou následně zpřístupňované v muzejní čítárně a část z nich je možné zhlédnout i na YouTube.

### Medailonky povstalců
Cílem projektu povstaleckých medailonků je zpracování medailonku každého účastníka povstání. medailonky jsou samy o sobě internetovou „encyklopedií”, která je zasvěcena povstalcům, a kterou může každý volně číst a editovat. Díky angažovanosti žijících povstalců, jejich rodin a dalších zainteresovaných takto existuje možnost snadného přístupu k nedocenitelným informacím, fotografiím a dokumentům. Všechny materiály jsou následně kontrolovány historiky.

### Vzdělávání
Didaktická sekce muzea zřizuje lekce z historie a polského jazyka na různých úrovních výuky. Od základní školy po lycea. Hodiny jsou uzpůsobené věku účastníků a dávají studentům možnost rozšířit své znalosti na téma povstání a 2. světové války v Polsku.
Tato sekce také organizuje certifikovaná školení, veřejně přístupné přednášky a semináře a varšavské a celopolské vzdělávací projekty, které překračují hranici tradičního přístupu ke vzdělávání. Velká část z nich probíhá v největším přednáškovém sálu muzea, Audytoriu Jana Nowaka-Jeziorańského.
K výuce jsou použity i exponáty ze Sálu malého povstalce. Nejmladší zde mohou prožít příběh zasazený do doby povstání a to v prostředí přizpůsobeném fyzickým i psychickým potřebám dítěte.

### Dobrovolnictví
Činnost muzea se ve velké míře opírá o práci dobrovolníků. S institucí jich takto spolupracuje okolo 500. Mezi nimi jsou studenti gymnázií, lyceí, vysokých škol, zaměstnaní lidé, ale i důchodci a samotní povstalci, kteří v muzeu obvykle působí jako průvodci.

### Institut Stefana Starzyńského
Institut Stefana Starzyńského je oddělením Muzea varšavského povstání, které má za úkol skrze vzdělávací, výzkumné a vydavatelské programy propagovat poznávání Varšavy se zaměřením na její moderní dějiny a rozvoj

## Ceny udělené Muzeu varšavského povstání
- 2005
  - muzejní událost roku „Sybilla 2004” Grand Prix
  - stříbrné a bronzové medaile Zasłużony Kulturze „Gloria Artis”
  - medaile „Pro Memoria”
  - „Znak na tak” měsíčníku WIK
  - cena „Totus”
  - Grand Prix v soutěži Sdružení přátel integrace o varšavskou stavbu nejlépe vyhovující potřebám handicapovaných

- 2006
  - „The Cepif & International Herald Tribune Cee Property Awards 1989–2006, The Best Of The Best” v kategorii nejlepších veřejných objektů vybudovaných v letech 1989 až 2006
  - Pozitivní místa Varšavy (Clear Channel)
  - Čestná perla redakce magazínu Polish Market, spadajícího pod Institut ekonomických věd Polské akademie věd a Centra společensko-hospodářských informací polského ministerstva hospodářství v kategorii „Podpora polských tradic a patriotických hodnot”
  - Warsaw Insider v kategorii „Best Museum/Gallery”
  - Speciální cena roku Sdružení polských architektů (SARP)

- 2007
  - moderní ikona Varšavy – cena deníku Gazeta Wyborcza
  - cena v soutěži Muzejní událost roku „Sybilla” 2006 – v kategorii publikace
  - speciální cena Włodzimierze Pietrzaka za „formově a obsahově neobvyklé připomenutí Varšavského povstání a navrácení mu náležitého místa v dějinách i vědomí Poláků”
  - cena Niptel za vytvoření a propagaci muzea udělená Janu Ołdakowskému, řediteli muzea
  - cena v soutěži Art&Business Awards 2007 organizované nadací „Commitment to Europe art & business”
  - cena „Nocne Marki” redakce měsíčníku „Aktivist”, cena v kategorii „Aktivista roku 2007”
  - cena KLIO za tištěného průvodce po muzeu

- 2008
  - cena v kategorii „Nejlepší revitalizační projekt” ve Středovýchodní Evropě za rok 2008 v prestižní soutěži The CEPIF & International Herald Tribune

- 2009
  - ocenění za projekt „Literackie i filmowe gry miejskie”, v soutěži Mazovského centra kultury a umění
  - „Fotografická publikace roku” za vydání publikace „ppor. Eugeniusz Lokajski ps. Brok”
  - bronzová medaile v mezinárodní soutěži „ED-Awards” za vydání anglické verze publikace „ppor. Eugeniusz Lokajski ps. Brok”
  - uznání v soutěži „Obsesja papieru i tworzyw 2009”
  - uznání „Klio”, cena za album „(Roz)poznaj Warszawę. Nieznane fotografie z rodzinnych archiwów 39-45” v kategorii Varsaviana.

- 2010
  - Muzeum bylo oceněno polním biskupem diplomem „Benemerenti” ordynariátu Polské armády.
  - cena „Mazovské muzejní události – Wierzba”

- 2011
  - Ves Award za film Miasto ruin v kategorii „Outstanding Visual Effects in a Special Venue Project” (nominace)
  - redakce Gazety Wyborcze udělila již podruhé (po roce 2006) cenu Wdecha (česky: inspirace) v kategorii událost roku za festival „Niewinni Czarodzieje”, který je od roku 2006 organizován Institutem Stefana Starzyńského
  - film Miasto ruin získalo cenu Muse Award Amerického sdružení muzeí
  - Mazovské muzejní události – Wierzba – ocenění za knížku pro děti „Czy wojna jest dla dziewczyn?” v kategorii „nejzajímavější muzejní vydavatelství”
  - muzeum obdrželo cenu „Jerzego Ślaskiego” od Svazku bojovníků zemské armády
  - Vavřín polské turistiky za inovativní činnosti
  - literární cena Hlavního města Varšavy za knihu Asiunia Joanny Papuzińské
  - Pozitivista Roku 2010 – hlavní cena v kategorii „Věda a vzdělávání” za vzdělávací činnost a popularizaci patriotismu od nadace „Wokulski”.

- 2012
  - cena „Polski Internet 2011” za webovou stránku www.1944.pl v kategorii Kultura a umění. Konkurs proběhl pod patronátem Ministerstva infrastruktury, Úřadu elektronické komunikace a Polské komory informatiky a telekomunikací
  - uznání v soutěži „Golden Arrow” za mobilní aplikaci „Místa paměti – Varšava 44” agentury Lemon Sky.
  - Certifikát Dokonalosti za rok 2012 od uživatelů webové stránky Tripadvisor.com.
  - uznání pro autory „Průvodce po povstalecké Varšavě” – Jerzyho Majewského a Tomasz Urzykowski v rámci VI. Trhů akademické a studijní literatury ACADEMIA.

- 2013
  - v rámci Varšavských trhů knihy získalo muzeum za průvodce po varšavských sídlištích v Magalhãesově soutěži uznání za nejlepší turistickou publikaci roku.